# Вагнер, Николай Петрович
Никола́й Петро́вич Ва́гнер (литературный псевдоним Кот-Мурлыка; 18 [30] июня 1829, Богословский завод, Пермская губерния — 21 марта [3 апреля] 1907, Санкт-Петербург) — русский зоолог, получивший также известность как писатель и спирит. Действительный статский советник (1876). Заслуженный профессор Императорского Санкт-Петербургского университета (1879), в 1881—1894 годах возглавлял кабинет зоотомии при кафедре зоологии. Член-корреспондент Императорской Санкт-Петербургской академии наук (1898), почётный член Императорского Казанского университета (1899). Удостоен орденов Святого Владимира 3-й степени, Святой Анны 1-й и 2-й степеней, Святого Станислава 1-й степени.
Происходил из семьи выходцев из Саксонии. Его отец, П. И. Вагнер, в 1840—1855 годах являлся профессором минералогии Казанского университета. В 1849 году Николай Вагнер удостоился золотой медали за выпускную квалификационную работу в университете, в 1855 году защитил диссертацию на соискание степени доктора естественных наук, став одним из самых молодых учёных в России. Преподавал в Нижегородском дворянском институте, далее перешёл в Казанский университет, с 1871 года — в Санкт-Петербургском университете. Впоследствии читал лекции по зоологии на Бестужевских курсах. В 1861—1864 годах редактор «Учёных записок Казанского университета», в 1876—1878 годах возглавлял научно-популярный журнал «Свет», на страницах которого дебютировал поэт С. Я. Надсон.
В 1860—1880-е годы Н. П. Вагнер активно изучал морскую фауну Чёрного и Средиземного морей, в 1869, 1876, 1877 и 1880 годах организовал экспедиции на Соловецкий архипелаг. Демидовская премия (1863) за работу «Самопроизвольное размножение гусениц насекомых», в которой впервые было описано явление педогенеза. В 1881 году основал и возглавил биологическую станцию на Соловецких островах, в 1885 году выпустил монографию «Беспозвоночные Белого моря». Профессор Вагнер занимался популяризацией науки в детско-юношеской аудитории, в 1883 году выпустил иллюстрированный учебник «Очерк зоологии», в 1901 году научно-популярную книгу «Картины из жизни животных». Опубликовал мемуары о Н. И. Лобачевском (1894) и А. М. Бутлерове (1887).
До начала 1870-х годов Н. П. Вагнер придерживался атеизма и дарвинизма. Общественные взгляды формировались в 1850-е годы под влиянием общения со славянофилами С. Т. и К. С. Аксаковыми. После переезда в Петербург вместе с А. Н. Аксаковым и при участии А. М. Бутлерова (с которым дружил со студенческих лет) перешёл на позиции спиритизма и вступил в острую полемику с Д. И. Менделеевым. Публиковался в журнале «Ребус». Сохранилась его переписка с Ф. М. Достоевским 1875—1877 годов. Предположительно, Л. Н. Толстой высмеял деятельность спиритов Вагнера и Аксакова в комедии «Плоды просвещения». Н. П. Вагнер стал единственным русским спиритом, разработавшим собственное религиозно-философское учение, обобщённое в книге «Наблюдения над медиумизмом» (1902) и ряде статей.
Писательством Н. П. Вагнер увлекался ещё в гимназии. Литературным дебютом стали в 1872 году «Сказки Кота-Мурлыки», созданные как ответ писателя творчеству Г.-Х. Андерсена. Корпус сказок постоянно расширялся, несмотря на сдержанный приём в педагогической критике, до 1923 года «Сказки Кота-Мурлыки» выдержали десять изданий, оказались востребованы в эпоху модернизма. Влияние вагнеровских сюжетов отмечалось исследователями в сказках А. М. Ремизова и прозе А. С. Грина. Повести «Впотьмах» и «Ольд-Дикс» (1877) представляют образцы ранней научной фантастики, специально адресованной подросткам. Роман-хроника «К свету» (опубликован в 1883 году) был практически не замечен критиками. Двухтомный роман «Тёмный путь» (1881—1884, отдельное издание 1890) оказался первым в русской литературе, где описывался глобальный заговор на фоне резкой антисемитской риторики. В произведениях также проявляется глубокий интерес к пограничным состояниям человеческой психики (вещим снам, галлюцинациям и проч.). С конца XX века личность и литературное наследие Н. П. Вагнера вызывает интерес историков науки и литературоведов, произведения переиздаются и в XXI веке.

## Биография

### Генеалогия. Годы становления (1829—1852)

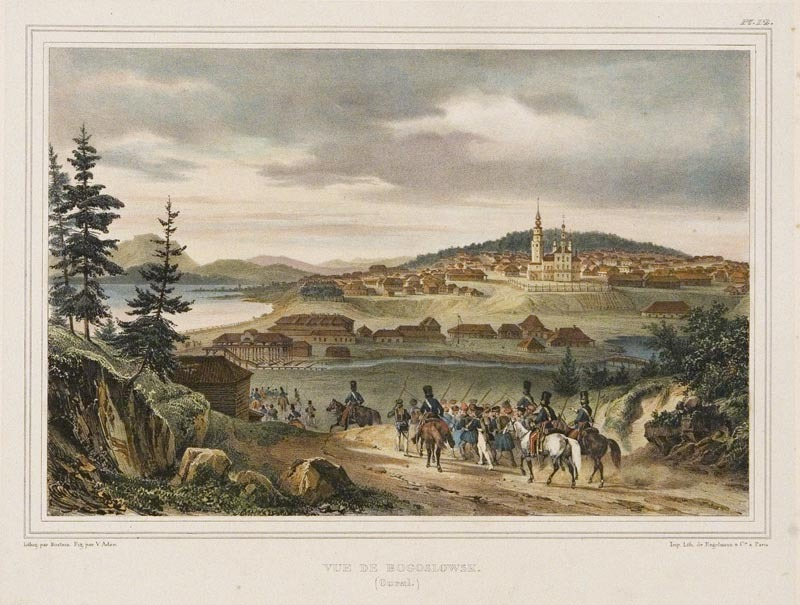
Вид на Богословский завод в 1828 году. Иллюстрация из книги А. Я. Купфера «Voyage dans l’Oural entrepris en 1828»

По имеющимся генеалогическим данным, род Вагнеров католический, саксонского происхождения. В конце царствования Екатерины II аптекарь Иоганн (Ян) Вагнер (1758—1818) переселился в Российскую империю, приняв подданство в 1811 году. Существует также версия, что Вагнеры проживали на территории Волыни и оказались в России в результате раздела Речи Посполитой, к XIX веку семейство обитало в Пинске. Израильский литературовед С. Ю. Дудаков, не приводя документальных подтверждений, заявлял, что Вагнеры — еврейский крещёный род, удостоенный дворянства ещё в 1745 году, эту версию разделяла педагог и литературовед Татьяна Беньковская. Имеющиеся архивные документы данное предположение опровергают. Сын родоначальника, Пётр Иванович Вагнер, родившийся в 1799 году, окончил уездное училище и обучался на практике в аптеке собственного отца; в 1819 году поступил в Дерптский университет, причём отец написал ему рекомендацию на польском языке. Пётр Вагнер через год перевёлся в Виленский университет, получив в 1826 году звание лекаря, а в 1831 году удостоившись степени доктора медицины. С 1826 года он состоял по ведомству Горной администрации, заинтересовавшись минералогией в Богословском заводе Верхотурского уезда Пермской губернии (ныне — город Карпинск Свердловской области), где служил окружным врачом. В неопубликованной автобиографии Вагнера, сохранившейся у его потомков (ныне в архиве Музея национальной письменности в Праге), описана история женитьбы его родителей. Ольга Андреевна Грубер, дочь геолога, была привезена в Богословск братом после кончины её супруга — казанского профессора Кондырева. По некоторым данным, для Петра Ивановича это тоже был второй брак. Сын Николай родился 18 (30) июля 1829 года, и, согласно законоуложениям Российской империи, был крещён в православной церкви.

Кандидат университета Николай Вагнер в 1849 году

В годовалом возрасте Николая перевезли в Екатеринбург, где следующие восемь лет его отец заведовал несколькими госпиталями. Летом 1840 года Пётр Вагнер с семейством (помимо Николая и двух падчериц, в нём было ещё трое детей — Евгения, Михаил и Юлия) перебрался в Казань, где был утверждён экстраординарным профессором Императорского университета. Николая отдали в частный пансион М. Н. Львова, который возглавлял Вторую Казанскую гимназию. В это учебное заведение Вагнер был принят в пятый класс. По собственным воспоминаниям, в пансионе он увлекался литературой, издавал рукописный журнал, а 14-летним сочинял «бесконечную сказку», которую охотно рассказывал братьям, сёстрам и соученикам. В последнем классе гимназии он стал серьёзно заниматься энтомологией, и в 1845 году поступил на отделение естественных наук философского факультета Казанского университета. Здесь он подружился с А. М. Бутлеровым, с которым тесно общался до самой его смерти. В автобиографии Вагнер описывал себя как крайне некрасивого юнца столь малого роста, что положенную ему по статусу шпагу (которую носили при мундире) пришлось обрезать. К окончанию университета Николаем в 1849 году семейство Вагнеров было внесено в 3-ю часть дворянской родословной книги Казанской губернии; отец четырьмя годами ранее удостоился звания ординарного профессора и чина статского советника. Служба была единственным источником семейных доходов: в алфавитной росписи сотрудников университета указано, что у Петра Ивановича числилась «одна приобретённая крепостная душа», а у Ольги Андреевны «родовых 2 души, приписанных к г. Екатеринбургу». Семейство Вагнеров было заметным в кругу университетской интеллигенции, его связывала близкая дружба с попечителем учебного округа Н. И. Лобачевским. Дочь Ольги Андреевны от первого брака, Александра Петровна Кондырева, стала женой технолога и экономиста М. Я. Киттары (1825—1880). Младшая дочь — Юлия Петровна Вагнер — вышла замуж за историка С. В. Ешевского (1829—1865).
К студенческим годам Николая Вагнера относились его первые публикации: две научно-популярные статьи на зоологические темы: «Жуки атехви» и «Жуки могильщики» в столичном журнале «Иллюстрация». В 1849 году Н. Вагнер защитил работу на степень кандидата университета и удостоился золотой медали за конкурсное сочинение «О лучших характеристических признаках для классификации насекомых». Далее выпускник получил место преподавателя естественной истории и сельского хозяйства в Нижегородском Александровском дворянском институте. 11 марта 1851 года Н. П. Вагнер получил степень магистра зоологии после защиты работы «О чернотелках (Melosomata), водящихся в России» (современное название этого семейства Tenebrionidae).

### Казанский профессор (1852—1870)

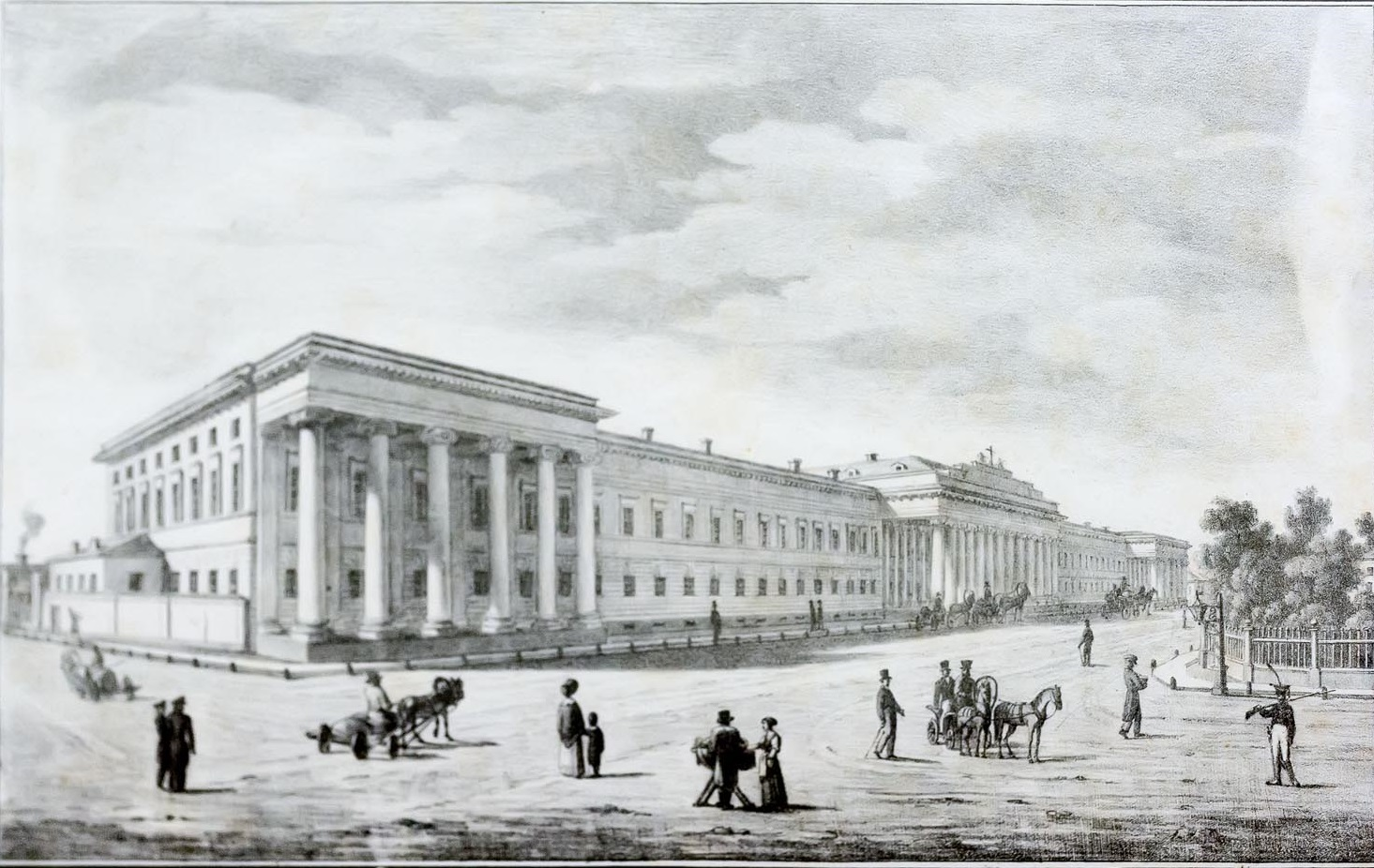
Здание Казанского университета. Литография В. С. Турина, 1832 год

В 1852 году Вагнер был зачислен адъюнктом при физико-математическом отделении Казанского университета. В 1854 году, выдержав специальный экзамен, 25-летний Николай защитил в Московском университете диссертацию на степень доктора естественных наук «Общий взгляд на паукообразных и частное описание одной из форм (Androctonus occitans) к ним принадлежащих», сделавшись одним из самых молодых докторов наук в России. Судя по его автобиографии, Николай Петрович отличался большими амбициями и стремился устроиться в одном из столичных городов, чего ему так и не удалось. В 1858 году учёный подал в отставку и отправился в Гиссен, где занимался паразитологией у профессора Р. Лейкарта. Вернувшись в Москву, редактировал журнал Московского общества сельского хозяйства. При содействии А. М. Бутлерова (избранного ректором) Н. П. Вагнер в 1860 году был вновь зачислен адъюнктом на кафедру сравнительной анатомии и физиологии Казанского университета.
В том же 1860 году Николай Петрович Вагнер был избран экстраординарным профессором зоологии, со следующего года возглавив редакцию «Учёных записок Казанского университета» (до 1864). В 1862 году удостоен звания ординарного профессора и в 1863 году половинной Демидовской премии Императорской Санкт-Петербургской Академии наук за открытие явления педогенеза. Прямых свидетельств, как именно проходили его занятия, не сохранилось. Помимо общего курса зоологии, в 1866 году Вагнер читал курс ботаники. В целом его причисляли к левому крылу профессуры, он активно участвовал в общественной жизни, стоял у истоков Казанского общества естествоиспытателей и состоял в оргкомитете первого съезда русских естествоиспытателей и врачей (1867). Профессор дважды командировался в Неаполь (в семестры 1864/1865 и 1870/1871 годов) для изучения морской фауны, в 1863 году изучал морских беспозвоночных в Крыму (во время отпуска за собственный счёт, и это не отразилось на его публикациях). Во множестве источников утверждается, что за рукопись Monographie des deux éspèces du golfe de Naples Н. П. Вагнер удостоился премии Бордена Парижской Академии наук, но в списках награждённых он не значится. В 1869 году профессор избран президентом Казанского общества естествоиспытателей и почётным членом Санкт-Петербургского университета.

### Петербург (1871—1907)

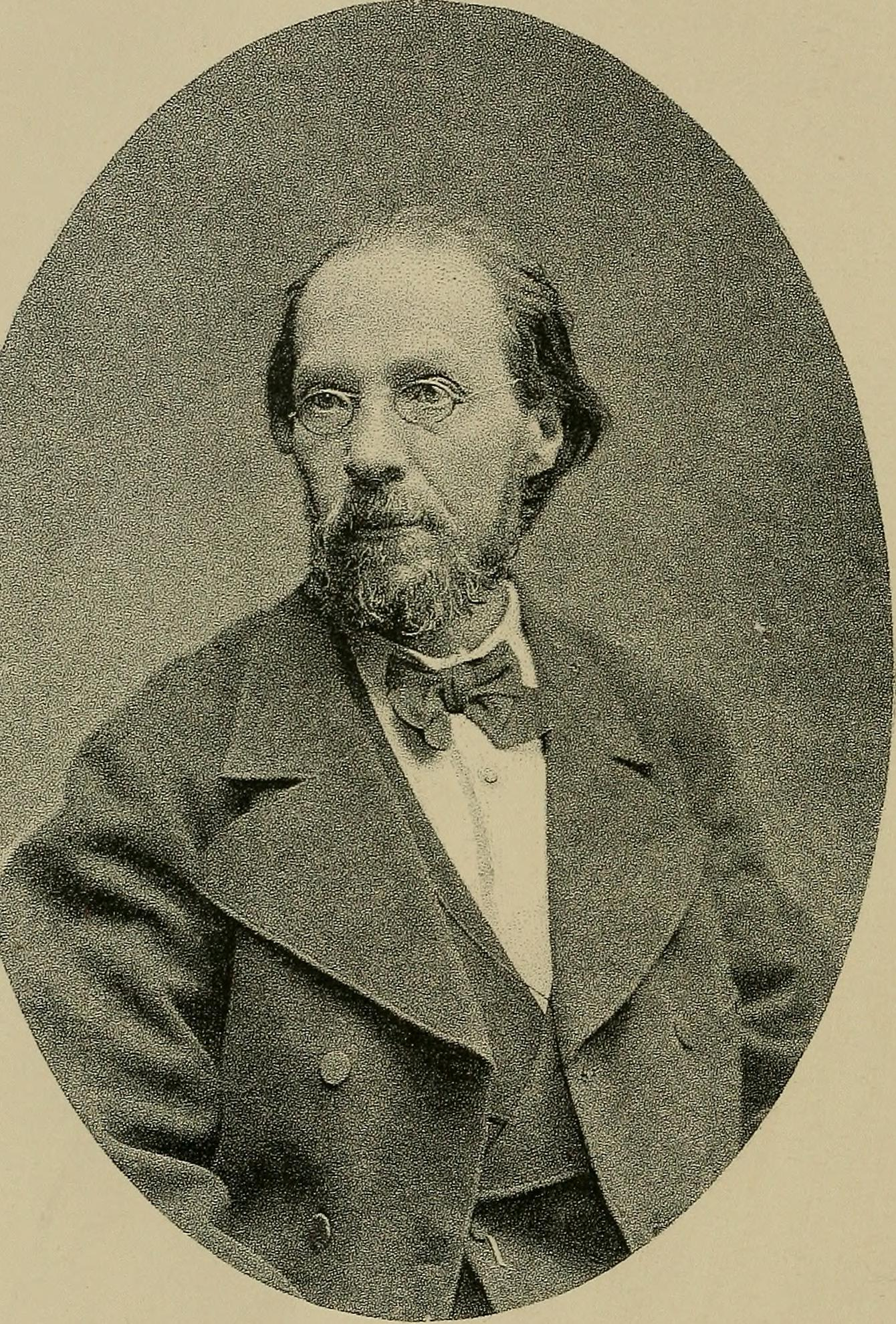
Н. П. Вагнер в 1884 году

Переход Н. П. Вагнера в Санкт-Петербургский императорский университет был ускорен конфликтом учёного с попечителем Казанского учебного округа П. Д. Шестаковым, в результате которого было рекомендовано уволить профессора, но министерство ограничилось выговором. 27 апреля 1870 года Совет столичного университета избрал Н. П. Вагнера на должность сверхштатного профессора по кафедре зоологии и сравнительной анатомии тридцатью голосами против двух. Главными сторонниками принятия Вагнера стали его коллеги А. М. Бутлеров и Ф. В. Овсянников, но главным образом ректор К. Ф. Кесслер, которому требовался специалист, способный возглавить Зоотомический кабинет. Ставка профессора составляла 3000 рублей в год, она суммировалась из доцентской ставки 1200 рублей, 800 рублей из специального фонда университета и тысячной доплаты из сумм Государственного казначейства. Из-за зарубежной командировки официальный переход в Санкт-Петербургский университет состоялся лишь 15 августа 1871 года. Главной университетской должностью Вагнера до самой отставки стало начальство над Зоотомическим кабинетом. В целом, из-за длительных научных командировок и почти полного отхода от научной деятельности после 1885 года, активность Вагнера в университете продлилась не более девяти лет. Штатные возможности его были невелики: в Кабинете имелась только одна ставка консерватора, которая затем стала именоваться «хранительской». Из-за длительных отлучек профессора в экспедициях и командировках основной курс зоологии читали приват-доценты, сам профессор даже не сумел организовать практических занятий. Из Казани Вагнер перевёз В. Д. Аленицына и М. П. Богданова, учеником которого стал В. М. Шимкевич; все они сыграли большую роль в развитии петербургской зоологической науки. Единственным прямым учеником Вагнера был К. С. Мережковский, который в 1880-е годы единолично руководил Кабинетом и читал лекции, по мнению С. И. Фокина, студент в этом случае намного превосходил учителя. Несмотря на все недостатки, Вагнер в ноябре 1879 году утверждён в звании заслуженного профессора, по-видимому, в честь достижения 30-летней выслуги лет.
Три года (1880—1883) Н. П. Вагнер вёл курс зоологии на Бестужевских курсах, который, по воспоминаниям Ю. И. Андрусовой «читал занимательно и картинно, иллюстрируя свои лекции прекрасными препаратами и таблицами». Отмечались и его многочисленные странности, связанные с увлечением спиритизмом. По мнению С. И. Фокина, Вагнер относился к университетской работе формально, подчас пренебрегая своими обязанностями. К преподаванию, он, вероятно, совершенно охладел, занятия наукой его больше привлекали возможностью путешествовать за казённый счёт в интересующие его страны Европы или местности на Белом море; последние на много лет стали важным стимулирующим фактором его академической деятельности. Вехи на этом пути были следующими: в 1876—1887 годах Н. П. Вагнер трижды возглавлял экспедицию на Соловецких островах, где в 1881 году основал первую в полярных широтах морскую биологическую станцию. Формальным директором станции Николай Петрович пробыл до отставки из университета в 1894 году. Профессора продолжали командировать за границу: в 1874, 1883 и 1892 годах он вновь работал на биологической станции в Неаполе и в 1883 году в Вийяфранке близ Ниццы. С 1872 года Вагнер профессионально занимался литературной деятельностью, в 1877—1879 годах редактировал научно-популярный журнал «Свет». Свои литературные произведения печатал в различных журналах: «Свет», «Северный вестник», «Вестник Европы», «Русское обозрение» и «Книжки Недели». В 1870-е годы он чрезвычайно увлёкся изобразительным искусством; как все биологи того времени, он собственноручно иллюстрировал свои статьи и монографии, при этом демонстрируя незаурядные художественные способности, которые современники особо отмечали в монографии «Беспозвоночные Белого моря». Его сказки иллюстрировали многие незаурядные художники того времени (М. П. Клодт, В. А. Васнецов, М. А. Зичи, И. И. Шишкин, А. И. Куинджи), сохранился живописный портрет профессора 1876 года работы В. И. Якоби. Из переписки с Я. П. Полонским известно, что в июле 1879 года, находясь на курорте в Карлсбаде, Вагнер повредил глаз (пробка с содовой водой разбила учёному очки, а осколки попали в зрачок), и был вынужден бросить масляную живопись. Вероятно, ни одного его станкового произведения не сохранилось
Служебная карьера обозначалась положенными наградами: в 1876 году он был удостоен чина действительного статского советника, являлся кавалером четырёх российских орденов: Св. Анны II степени (1867), Св. Владимира III степени (1883), Св. Станислава I степени (1887) и Св. Анны I степени (1892). В 1891 году Н. П. Вагнер избран председателем Русского общества экспериментальной психологии, просуществовавшего до 1900 года, и тесно связанного со спиритическими интересами учёного. Вышел в отставку из университета в 1894 году. 5 декабря 1898 года избран членом-корреспондентом Императорской Академии наук по биологическому разряду физико-математического отделения. В 1899 году избран почётным профессором Казанского университета в честь признания научных заслуг.

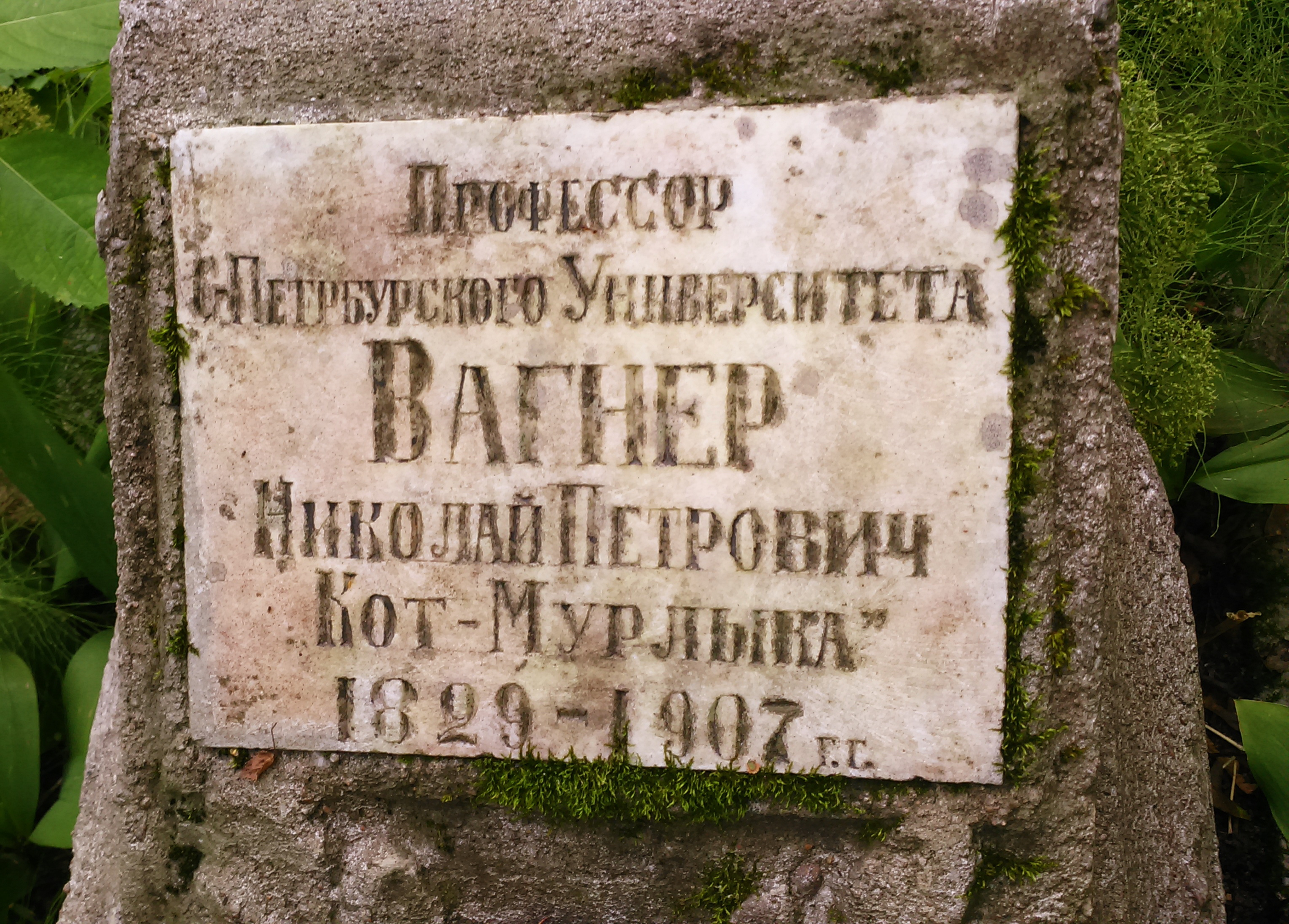
Надпись на надгробии в 2017 году. К 2022 году установлен новый памятник без упоминания псевдонима

В 1880—1890-е годы Н. П. Вагнер продолжал заниматься литературой, издав семитомное собрание сказок и других произведений под псевдонимом «Кот-Мурлыка», а также несколько романов и повестей. Из-за открыто декларируемого антисемитизма и активной пропаганды спиритизма профессор воспринимался в петербургском обществе как чудак или полупомешанный. В 1892 году произошёл скандал с препаратом «Виталин», который его создателем — неким М. П. Гачковским — рекламировался как чуть ли не панацея от любых заболеваний, ибо вырабатывался на основе некоего секретного китайского рецепта из компонентов, якобы добываемых на Тибете. Именно научный авторитет Н. П. Вагнера служил главной рекламой. Вагнер откровенно писал, что «Виталин» только придал ему бодрости, но не излечил, и при этом утверждал, что чудо-препарат «позволяет прекращать все болезненные процессы, вызываемые заражением гнилостными веществами, гнойными тельцами и микробами», и влияет «на размер кровяных телец», омолаживает и позволяет наращивать мускулатуру. Однако, когда Гачковский взялся лечить столичного градоначальника П. Л. Грессера, которому грозила ампутация ноги, тот в результате умер от гангрены. По мнению В. Раздъяконова, Н. П. Вагнер связался с аферистом потому, что видел в нём такого же «непризнанного обладателя универсальной истины», каким полагал себя самого. В ряде источников упоминается, что последние десять или двенадцать лет жизни Вагнер тяжело болел, что сделало невозможной интеллектуальную деятельность. Очевидцы также описывали эксцентричность его поведения. В литературе встречаются упоминания о его заболевании прогрессивным параличом, что, по мнению В. С. Раздъяконова, «соответствовало образу того Вагнера, которого все знали — слабоумие, совершение нелепых поступков и т. п.»
Скончался Николай Петрович 21 марта (3 апреля) 1907 года (по другой версии 22 марта). В. Шимкевич откровенно заявил: «Смерть его была чисто внешней, так как для науки, для общественной деятельности и для литературы он умер давно». Профессора Вагнера похоронили на Смоленском православном кладбище, оригинальное надгробие не сохранилось.

## Н. П. Вагнер — учёный-биолог

### Круг интересов

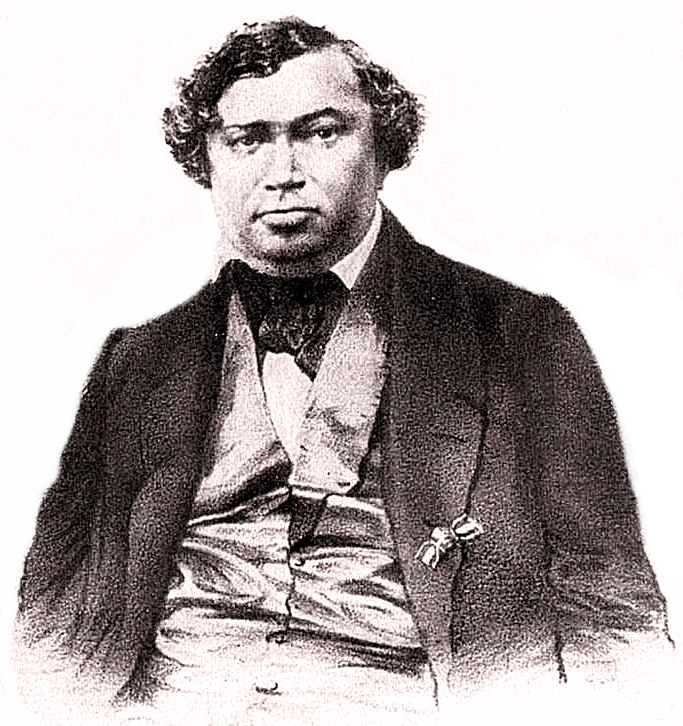
Карл Францевич Рулье

Профессором зоологии Казанского университета и первым учителем Н. П. Вагнера был Э. А. Эверсман, энтомолог по научной специальности, материалы коллекции которого молодой учёный использовал для определения видов в своём собственном собрании. Впрочем, в воспоминаниях о студенческих годах сам Вагнер утверждал, что почти ничего не почерпнул из лекций Эверсмана, который отличался формальным подходом к преподаванию. Для становления Вагнера как учёного гораздо большее воздействие оказал московский профессор К. Ф. Рулье, с которым молодой доктор зоологии сотрудничал в Обществе сельского хозяйства и журнале «Вестник естествознания» (где в 1856—1857 годах опубликовал три статьи). Вагнер унаследовал у Рулье стремление «сочетать эмпирию с умозрением», не ограничиваясь только лишь внешним описанием изучаемых явлений. В это же время Николай Петрович раскрыл талант популяризатора: так, Б. Е. Райков отмечал, что его статья «Летучая мышь» написана «художественно, вполне в духе Рулье». В данной статье Вагнер стремился показать зависимость организации животного от его образа жизни. Теоретические взгляды Н. П. Вагнера были своеобразны. В 1860 году он выпустил в «Отечественных записках» статью «Природа и Мильн-Эдвардс», где критиковал креационизм. Дарвинистом в строгом смысле слова учёный никогда не был, его собственные взгляды, насколько можно понять, напоминали автогенез. Вагнер предполагал наличие в живой природе «мирной конкуренции»; в изложении В. М. Шимкевича: «Животное прогрессирует не в силу естественного подбора, не в силу влияния условий, а в силу того, что „желает“ прогрессировать. „Захочет животное стать сильным — оно и станет сильным“, — выкрикивал фальцетом Н. П. Вагнер».
Отсутствие навыков морфологической и особенно экспериментальной работы, не полученных в студенческие годы, постоянно сказывалось в научной работе Николая Петровича. В годы после окончания университета он преимущественно занимался изучением анатомии и биологии скорпионов (один из видов которых был подробно охарактеризован в его докторской диссертации, но неверно определён) и тарантулов. Вагнер занимался и пчёлами, и этим предметом увлёк А. М. Бутлерова. Иными словами, в ранний период Н. П. Вагнер не выходил в своих исследованиях за пределы наземных членистоногих (Arthropoda). На рубеже 1840—1850-х годов круг исследований постоянно расширялся. Наиболее серьёзным достижением учёного стало описание явления педогенеза — личиночного размножения у некоторым двукрылых насекомых. Об уровне развития науки того времени свидетельствует, что Вагнер даже не определил род и вид «комарика», за которым наблюдал. Считается, что это, вероятно, был представитель рода Meastor из галлиц (Cecidomyidae). Феномен педогенеза существенно изменил представления зоологии XIX века о жизненных циклах беспозвоночных. В конце концов статья Н. П. Вагнера «Самопроизвольное размножение гусениц насекомых» была опубликована четырежды в разных изданиях разных стран, в том числе в Zeitschrift für Zoologie.

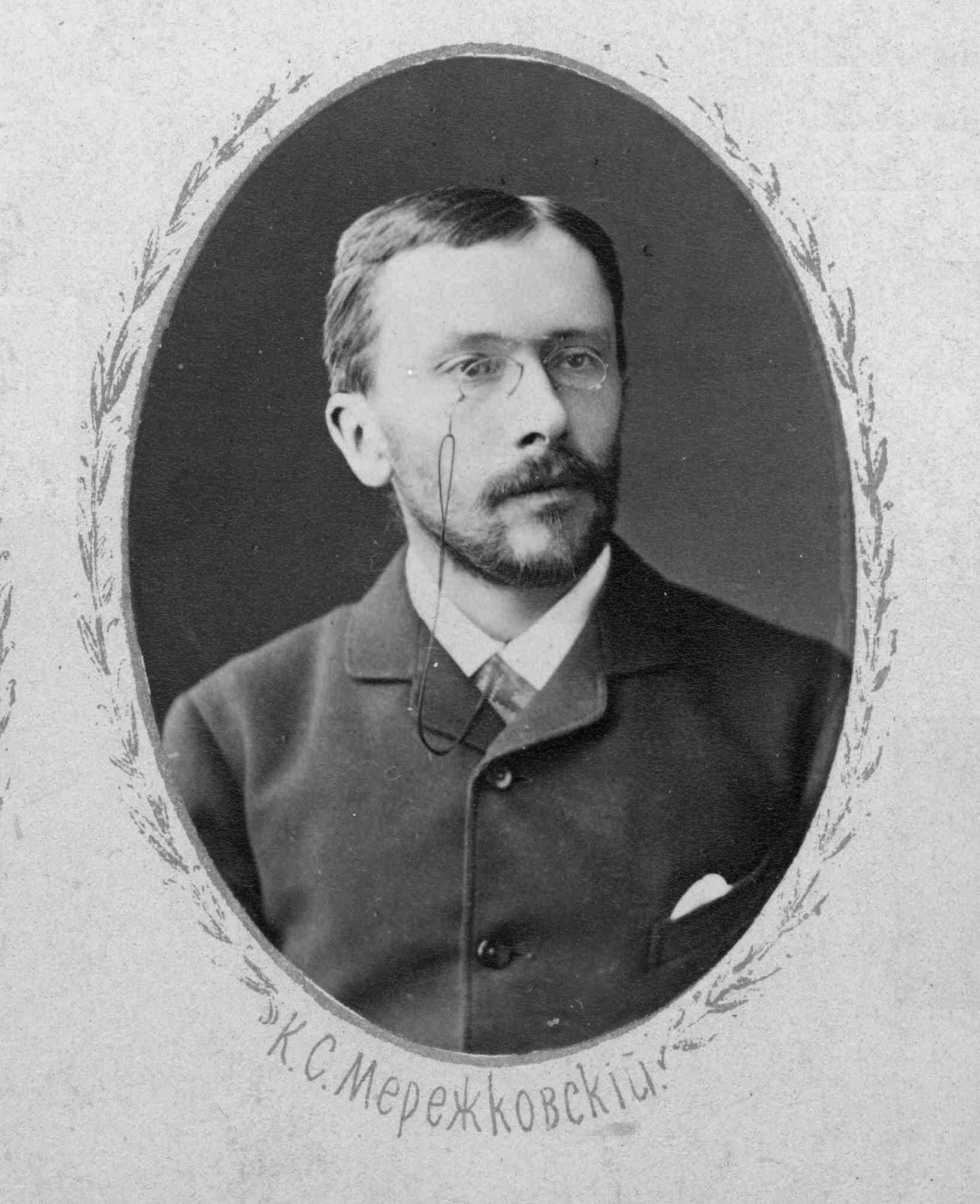
К. С. Мережковский — единственный ученик Н. П. Вагнера

В 1860-е годы Вагнер превратился в учёного-универсала, работавшего не только в областях зоологии беспозвоночных, но также энтомологии, физиологии, эмбриологии и паразитологии. Одним из первых он осуществил экспериментальные исследования в энтомологии. В 1864 году Николай Петрович представил в Парижскую академию наук исследование влияние электрических токов на форму крыльев бабочек и отложения пигментов в крыльях. Вагнер доказал, что в крыльях бабочек вырабатываются «свободные электрические токи, идущие от основания крыла к его концу», которые определяют окраску, рисунок и форму крыла. Работа проводилась над гусеницами и куколками бабочки-крапивницы, для чего потребовалось более тысячи опытов. Учёному удалось вызвать изменения в отложении пигмента и получить иное расположение пятен на крыльях представителей вида Vanessa urticoe (в современной классификации Vanessa atalanta). Работа привлекла внимание Клода Бернара, и её реферат увидел свет в разделе сравнительной физиологии журнала Французской академии наук. Русский учёный параллельно ставил опыты по наличию электрических токов в растениях и воздействию этих токов на отложение пигментов. На II съезде русских натуралистов в 1869 году Вагнер представил доклад о существовании электрических токов при развитии зародышей животных и растений на материале семян и яиц. В следующем, 1870 году, Николай Петрович представил во Франции работу, в которой впервые показал перекрещивание у пчёл нервных волокон в оптических долях мозга, что было потом подтверждено другими работами по строению нервной системы у различных групп насекомых.
Николай Петрович Вагнер был активным участником съездов русских естествоиспытателей и врачей. На I, II, V, VI и VIII конгрессах он представил девятнадцать докладов и два раза избирался председателем секционного заседания. Пиком активности стал VIII съезд 1889 года, на котором было представлено восемь докладов. На первом заседании съезда Вагнера избрали его почётным председателем. На VI съезде (1879) Вагнера сопровождал его ученик К. С. Мережковский, пять раз избираемый секретарём разных секций. Это было его единственным участием в работе съездов.
В последний год работы в Казани (1869), Николай Петрович Вагнер разработал комплексный план экологического (в современной терминологии) изучения озера Кабан силами Казанского общества естествоиспытателей (главой которого стал в том же году): «Анализ озера в биофаунистическом отношении и изучение влияния среды на жизнь и изменение организмов, микроскопическое исследование дна водного бассейна и почвы к нему прилегающей, изучение круговорота воды и его влияния на жизнь организмов, исследование представителей флоры волго-уральской полосы России во взаимной борьбе их между собою». Из-за отъезда в заграничную командировку и последующего перехода в Санкт-Петербургский университет, этот план так никогда и не был реализован.
Как резюмировал историк биологии С. И. Фокин, научная карьера Н. П. Вагнера длилась около 35 лет. Важнейшими его достижениями, оставшимися в истории науки, были открытие педогенеза и основание Соловецкой биологической станции. В области организации результаты были скромнее, однако именно Вагнер пригласил в Петербург В. М. Шимкевича и воспитал К. С. Мережковского, который испытывал воздействие учителя даже в своей литературной деятельности. Организация кафедры зоологии и нормального учебного процесса выпала на долю В. Т. Шевякова, который был вагнеровским студентом, но не его учеником. Для современной науки наибольший интерес представляет сам Н. П. Вагнер как объект изучения психологии творческой личности.

### Морская биология. Соловецкая станция

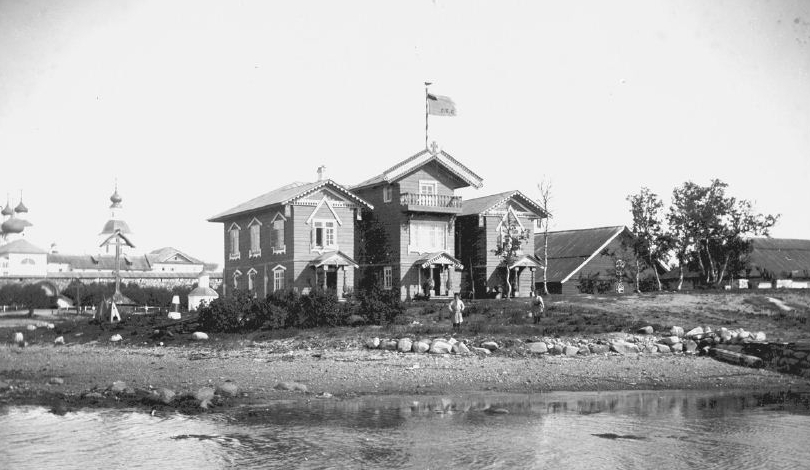
Соловецкая биостанция в 1897 году

По словам исследователя С. И. Фокина, Н. П. Вагнер обратился к изучению морской беспозвоночной фауны под влиянием «моды» на эмбриологические исследования. «Бум» сравнительно-анатомических и эмбриологических исследований стал ответом на опубликование труда Ч. Дарвина «Происхождение видов». Изучение анатомии и эмбриологии морских животных, принадлежащих к низшим группам животного царства, стало ключевым для понимания эволюционных связей и единства происхождения животного мира.
Морской биологии была посвящена его командировка на Средиземное море в 1865—1866 годах. Объектами работы Н. П. Вагнера были многощетинковые черви, сипункулиды, моллюски, ракообразные, иглокожие и пелагические, а также сидячие асцидии, — всего четыре-пять различных типов беспозвоночных и низшие хордовые. Описание большинства из них было опубликовано. В 1873 году на рассмотрение Петербургского университета было представлено обобщающее исследование анатомии 12 видов морских звёзд. Так называемые «глаза» на концах лучей морской звезды Вагнер рассматривал как нервные центры, координирующие движение; выявив также специфический аппарат, управляющий педицелляриями. В те же годы Николай Петрович оказался одним из первых учёных, кто обнаружил у асцидий полностью замкнутую кровеносную систему — признак, указывающий на отдельную филогенетическую позицию туникат. Однако сам первооткрыватель не понял значения своих наблюдений и продолжал отстаивать родство туникат и двустворчатых моллюсков. Иными словами, никаких существенных прорывов в теоретической области это не дало. Младшие современники объясняли данный факт отсутствием систематической подготовки Вагнера как по морской фауне, так и по эмбриологии. В. М. Шимкевич в некрологе прямо заявил: «Надо согласиться и с тем, что Н. П. Вагнер, не владея вполне зоологической техникой, далеко не всегда получал те результаты, которые получил бы на его месте исследователь гораздо менее талантливый, но прошедший надлежащую школу». Занимаясь морскими исследованиями, Н. П. Вагнер постоянно по переписке консультировался с гораздо более молодыми коллегами А. О. Ковалевским и И. И. Мечниковым. Судя по переписке Вагнера и Мечникова 1866 года, значительных научных идей как эмбриолог Николай Петрович предложить также не смог.
В 1868 году было основано Петербургское общество естествоиспытателей, в плане которого значилась экспедиция на Белое море. Она действительно была проведена в 1869 году под началом профессора Вагнера и его коллег и студентов: А. В. Григорьева, К. С. Мережковского и Андреева. Продолжения инициатива тогда не получила. В 1876 году новую экспедицию возглавил профессор Н. П. Вагнер, который предложил обустроить на Соловецких островах стационарную научную базу. Однако сразу дело не задалось: архимандрит Феодосий предложил разместить станцию в Ребалде, в 15 вёрстах от монастыря, что сам Вагнер сравнил с «отправкой на необитаемый остров». Это противоречило возникшему у профессора плану создать целую сеть станций, которые предложил обустроить при маяках в Онежском заливе, на острове Жужмуе и на Орловском мысе. Морское министерство дозволило использовать участки при маяках, однако бюджет не предусматривал расходов на научные нужды. Без результата осталось и ходатайство в Министерство народного просвещения.
Во время экспедиции 1880 года идея Н. П. Вагнера о станции на Соловках вызвала интерес нового архимандрита Мелетия; в том году профессора сопровождал его харьковский коллега Л. С. Ценковский. Инициатива архимандрита стала решающей: по словам самого Н. П. Вагнера, «Петербургское и Харьковское общество естествоиспытателей, оценивая столь дорогое для науки сочувствие, почтило отца Мелетия выбором: первое в действительные, второе в почётные члены». По-видимому, для отца-архимандрита биостанция представляла вполне практический интерес, так как монастырское начальство заботилось о развитии хозяйства, акклиматизировало новые виды рыб в озёрах архипелага и заботилось о рациональном ведении рыболовства и звериного промысла. Для станции предоставили так называемую «Сельдяную избу», которая в сезон 1881—1882 годов была полностью перестроена (добавлен второй этаж с восемью комнатами и мезонин) и летом 1882 года с разрешения Святейшего синода станция начала работу. Оборудование станции было осуществлено за счёт монастырских средств, кроме того, учёным были приданы за счёт обители лодка и два гребца. Министерство народного просвещения ассигновало 1000 рублей на обзаведение и ещё по 500 рублей в год на поддержание станции. Н. П. Вагнер указывал, что из выданных сумм 400 рублей потребовалось на приобретение оборудования, расходных материалов и реагентов для консервации, а 600 рублей на библиотеку сочинений о фауне северных морей. Лабораторное оборудование пополнялось за счёт пожертвований самих экспедиционеров, которые оставляли привозимые с собой инструменты и рабочие материалы. При станции впервые был обустроен морской водопровод и система аквариумов для сохранения биологических образцов и наблюдения за ними.

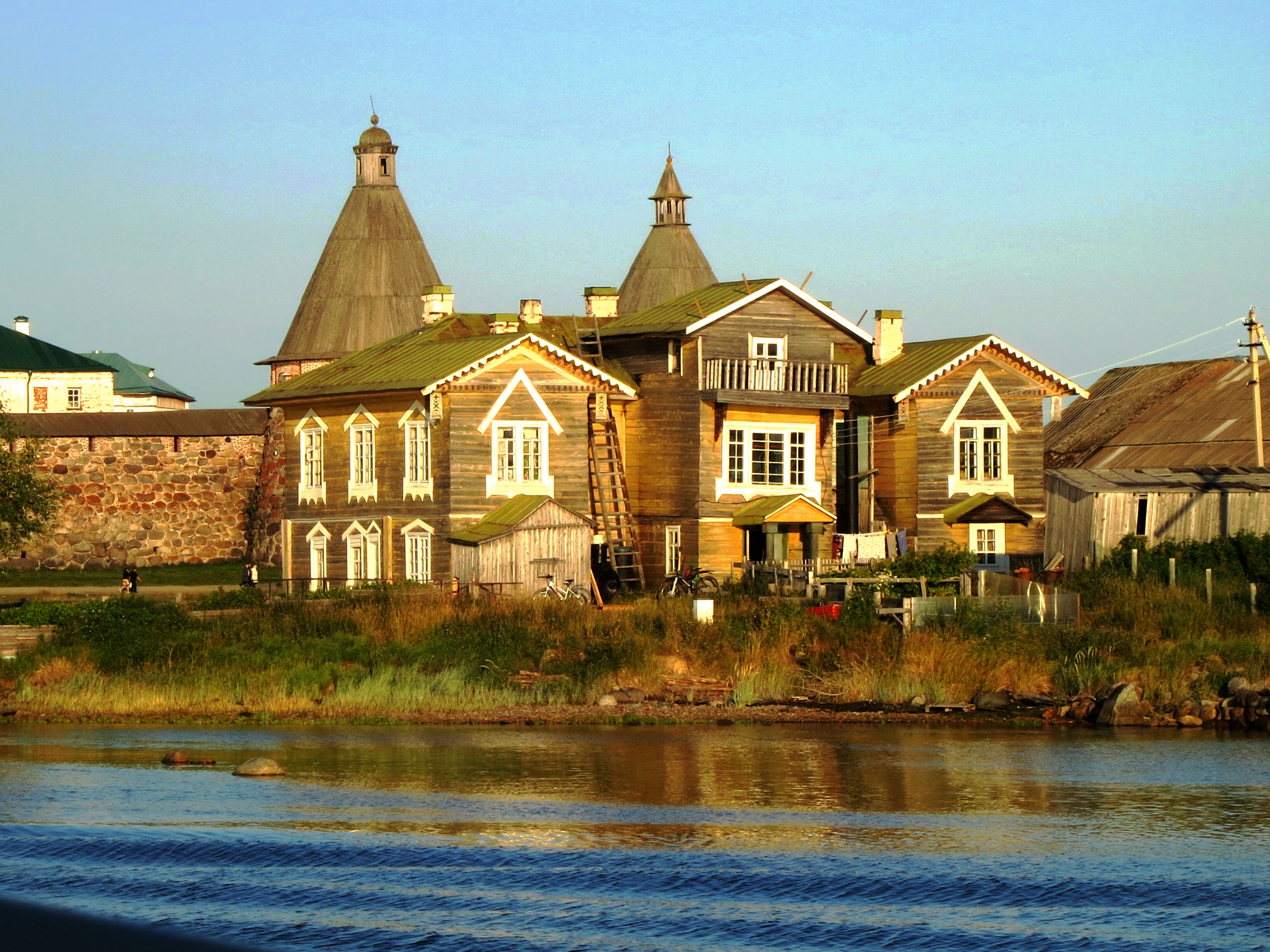
Здание биологической станции на острове Большой Соловецкий в 2011 году (ныне кресторезная мастерская)

Работа на станции была нелегка: железная дорога в 1880-е годы доходила лишь до Вологды, далее учёные трое суток следовали пароходом до Архангельска, а оттуда пароходом Соловецкого монастыря вместе с паломниками до обители, что занимало в тихую погоду 15 часов. Был альтернативный путь через Ладогу, Свирь, Онежское озеро на пароходе до Повенца, откуда ещё 200 вёрст на перекладных до Сумского посада напротив Соловецкого архипелага. Профессор Ценковский только на проезд в один конец тратил полмесяца. Однако все неудобства искупались наличием оборудованной стационарной базы. Соловецкая станция была единственной в то время, расположенной в полярных широтах, и позволяла наблюдать за одним районом год за годом, отслеживать изменения в жизни моря и исследовать их причины, связывать их со всем комплексом жизни моря — погодными условиями, течениями, взаимодействием одних видов с другими. В аквариумах можно было изучать живых животных в естественной среде обитания, рассматривая закономерности их роста, питания и размножения, эмбриологию и физиологию, особенности взаимодействия с внешней средой. На полученных на базе материалах участниками экспедиций было опубликовало более шестидесяти статей и классическая монография Н. П. Вагнера «Беспозвоночные Белого моря» (1885), имевшая, в том числе заметную экологическую составляющую. На Соловецкой станции ежегодно проходили практику студенты Зоологического и Зоотомического кабинетов Петербургского университета. Станция исполняла роль музея, так как её коллекции были открыты для посетителей: нередко являлись монахи и послушники, а также паломники, «чтобы посмотреть „морских чудищ“». Станция пополняла коллекции Императорской Академии наук, пяти университетов.
«Идиллический» (по выражению А. Горяшко) период отношений биостанции с монастырём продолжался 17 лет. Архимандрит Мелетий за это время поставил станции рабочие столы и стеклянные шкафы для образцов, построил на верфи специальную лодку для биологов; практически все запросы приезжавших учёных с готовностью исполнялись. Однако после ухода архимандрита на покой, новоизбранный начальник Иоанникий инициативы предшественника поддерживать не стал. В 1898 году монастырское начальство обратилось в Московскую контору Синода с рядом обвинений, включающих «нарушение благоприличия», и требуя закрытия станции. Одним из оснований для последнего стало следующее: «…В последнее время станциею не сделано никаких новых открытий в области биологии, даже не найдено ни одной разновидности уже известных видов…. А потому для спокойствия монастыря и для пользы науки своевременно будет избрать для биологической станции другой пункт Белого моря…» В феврале 1899 года Синод принял решение об «удалении биологической станции от территории Соловецкого монастыря». Н. П. Вагнер к тому времени не имел к работе станции никакого отношения (последний раз посетив её в 1887 году), хотя и числился директором до самого закрытия. Из-за небольшого размера станции, за всё время её существования на Соловках работало около 60 биологов.

## Социальные и философские взгляды

### Н. П. Вагнер и столичная интеллигенция

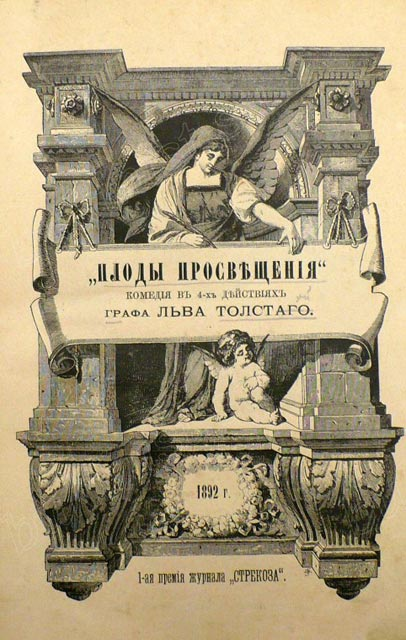
Обложка издания комедии Л. Н. Толстого «Плоды просвещения», 1892

В 1854 году в Москве Н. П. Вагнер познакомился с С. Т. и К. С. Аксаковыми и под их влиянием увлёкся славянофильством. До середины 1870-х годов считал себя атеистом и дарвинистом (хотя признавался, что, впервые прочитав Евангелие в 1851 году после сильной болезни, испытал религиозный экстаз, оставшийся без продолжения), читал А. И. Герцена, К. Фохта, Л. Бюхнера, Я. Молешотта.
Три поколения семейства Вагнеров участвовали в научно-просветительской деятельности. Пётр Иванович Вагнер ещё в 1840-е годы являлся лектором Русского географического общества, а далее публичные лекции читали сам Николай Петрович и его сыновья Николай и Юлий. Публикация научно-популярных статей ведущих российских учёных, включая А. М. Бутлерова, И. М. Сеченова и Д. И. Менделеева, было приоритетной задачей редакции возглавляемого Вагнером журнала «Свет». В этом же журнале в 1881 году дебютировал учёный-универсал М. М. Филиппов; его статья «Борьба за существование и кооперация в органическом мире» была созвучна построениям самого Вагнера. Именно в это время произошло знакомство Николая Петровича с начинающим историком Н. И. Кареевым, который уже тогда прославился как публицист и один из лучших педагогов Третьей Московской гимназии. В марте-апреле 1888 года Кареев и Вагнер совместно предложили цикл публичный лекций в пользу своекоштных студентов и вольнослушателей Петербургского университета, о чём сохранились материалы в архиве полицейского департамента. Н. И. Кареев уже в то время считался неблагонадёжным, тогда как Н. П. Вагнер в политической крамоле «ранее замечен не был». Переписка тянулась между 15 марта 1887 года по 24 февраля 1892-го; по-видимому, прошения были отклонены. Тем не менее, в ноябре 1890 году Карееву дозволили выступать по теме «История и философское значение идеи прогресса», но уже в пользу Общества для пособия нуждающимся литераторам и учёным. В 1894 году программы публичных лекций Н. П. Вагнера и И. И. Кареева вновь были предложены министру народного просвещения. 11 марта 1894 года Николаю Петровичу было дозволено прочитать публичную лекцию «Нравственность и наука».

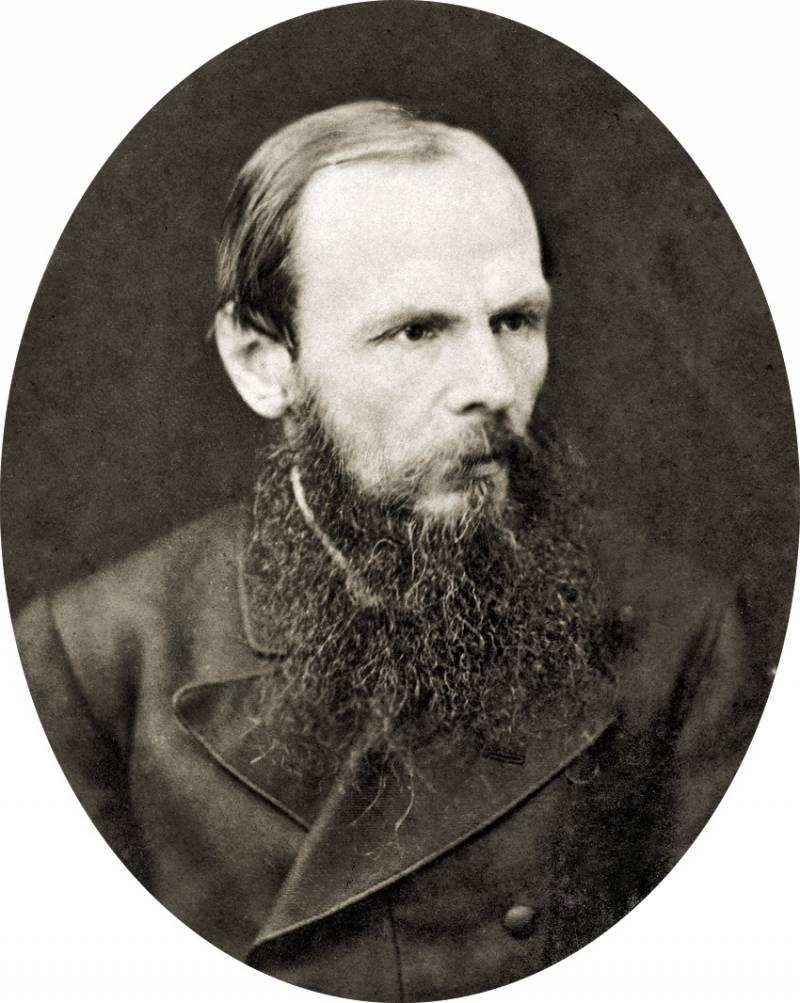
Ф. М. Достоевский на фото 1878 года

В июле 1875 года в Старой Руссе произошло знакомство Н. П. Вагнера и Ф. М. Достоевского: писатель владел в этом городе домом, а профессор с семейством приехал на летние вакации. Николай Петрович первым нанёс визит, имея рекомендательное письмо от Я. Полонского, не застав хозяина дома — тот находился в Эмсе. Анна Григорьевна Достоевская в сообщении мужу описывала Вагнера как «маленького смешного человека», который носил огромную соломенную шляпу и плед, в общем, характеризуя его «полусумасшедшим». В пражском архиве Вагнера сохранилось семь писем Достоевского периода 1875—1877 годов, ещё одно письмо 1876 года дважды выставлялось на британских аукционах в 1982 и 2007 годах, но его местонахождения неизвестно. Личное общение Вагнера и Достоевского, по-видимому, проходило в 1876 году в связи со спиритическими интересами писателя. В пятницу, 13 февраля 1876 года на квартире А. Аксакова в присутствии английского медиума — «мадам Клэйер» — прошёл спиритический сеанс, на котором, кроме Н. Вагнера и Ф. Достоевского, присутствовали писатели Н. Лесков и П. Боборыкин, учёные Д. Менделеев и А. Бутлеров. То есть акт рассматривался как своего рода научный эксперимент, на котором присутствовали и гуманитарии, и естественники. Сеанс в деталях был описан его участниками, в частности, Лесков отметил, что «дух» назвал Достоевского как «самого предрасположенного к спиритическому взаимодействию». Однако именно Фёдор Михайлович оскорбил медиума, заявив, что «отказывается свидетельствовать о каком-либо феномене, кроме ловкости медиума», на чём сеанс был прерван. В записной тетради Достоевского отмечено, что в течение 1876 года он семь раз побывал на спиритических сеансах у Вагнера.
По мере сближения Н. П. Вагнера и Ф. М. Достоевского открылась их полнейшая мировоззренческая, личностная и смысложизненная несовместимость. В переписке 1876 года и воспоминаниях А. Г. Достоевской отмечено, что Вагнер не смог разделять беспокойства Фёдора Михайловича к состоянию здоровья своих детей. Если Достоевский до конца своих дней оплакивал умершую во младенчестве дочь Соню, то Николай Петрович, пережив подобную трагедию, в письме 8 января 1876 года сделал следующее признание: «Я не люблю детей или, правильнее говоря, я боюсь их любить. <…> Каюсь в этом эгоистическом грехе!» И далее, описывая, как умерла его двухлетняя дочь Людмила, сообщал: «Были минуты, когда мне было её <дочь> жаль, но я чувствую теперь, что эта жалость была напускная, аффектированная. Мне было жаль — что умерло маленькое создание — весьма красивое, умное, которое мне принадлежало — моей плоти и крови — и только». К началу 1877 года жизненные пути писателя и профессора-спирита окончательно разошлись. Собственно, конфликт у них начался в октябре 1876 года, когда Достоевский в «Дневнике писателя» поместил объявление о готовящемся издании нового журнала Вагнера «Свет», но затем категорически от него отмежёвывался. Оскорбился Вагнер и на то, что при встрече у В. С. Соловьёва Достоевский его не узнал (накануне у него произошёл приступ эпилепсии, приводящий к сильнейшему ослаблению памяти), после чего Николай Петрович «схватил шапку и ушёл». Охлаждение между собой и Достоевским Вагнер переживал очень тяжело, на что жаловался в одном из последних писем 8 октября 1877 года, сетуя на свою «глупую, самолюбивую, изуродованную натуру». После смерти Фёдора Михайловича в 1881 году Николай Петрович даже пытался вызывать его дух, обратился за разрешением к Анне Григорьевне и после отказа дал обещание «не делать попыток к вызову».
Отголоском спиритических увлечений Н. П. Вагнера стал конфликт между ним и Львом Толстым. В комедии «Плоды просвещения» крестьяне, толком не понимающие «господского» увлечения спиритизмом, успешно используют его для махинаций с приобретением земли. В буквальном смысле на следующий день после публичного чтения пьесы в Русском литературном обществе 13 марта 1890 года Николай Петрович отправил в Ясную Поляну резкое письмо, упрекая Толстого в том, что осмеивая спиритизм, писатель «глумился» и над ним, Вагнером, и его «покойным другом» А. М. Бутлеровым, утверждая, что Толстой в этом произведении унизил себя до «пасквиля на профессоров и учёных». 25-м марта датирован ответ, в котором Лев Николаевич заявил, что во время написания не имел и в мыслях, ни Вагнера, ни Бутлерова; «профессор же является как олицетворение того беспрестанно встречающегося и комического противоречия: исповедание строгих научных приёмов и самых фантастических построений и утверждений». Здесь же Толстой утверждал, что побывав недавно в Оптиной пустыни, «возненавидел суеверия всех церквей и в особенности спиритизма» за то, что они «парализуют деятельную силу любви». Как отмечал А. А. Панченко, «Толстой, по-видимому, лукавил». В ранних редакциях комедии главный герой-профессор носил фамилии Кутлер и Кутлеров, — несомненная отсылка к имени химика-спиритуалиста Бутлерова. В воспоминаниях современников содержится анекдотическая история, что Вагнер чуть ли не на лекции провозгласил, что его «зовут духи», и немедленно отправился в Ясную Поляну, визитом в которую остался крайне недоволен. По-видимому, на рубеже веков Н. П. Вагнер общался с Н. К. Рерихом, который в своих воспоминаниях сетовал, что учёный «не записал своих встреч с Достоевским, Аксаковым и Некрасовым», зато поведал нечто о «любопытных психологических наблюдениях Достоевского».

### Православный спиритизм Н. П. Вагнера

#### Обращение к спиритуализму. Комиссия Д. И. Менделеева

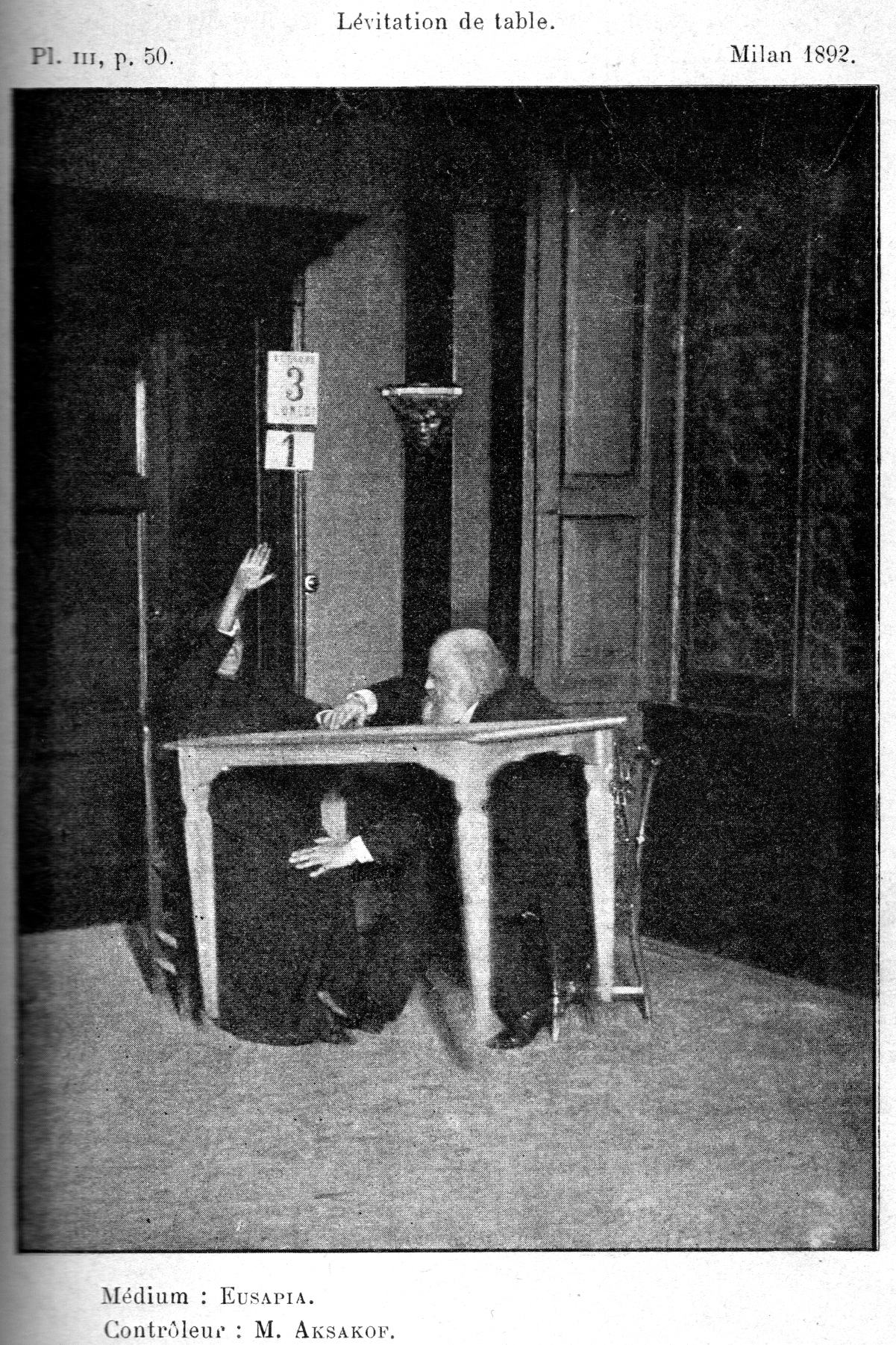
А. Н. Аксаков ставит опыт по левитации с медиумом. Фото 1892 года

В распространении спиритизма и спиритуализма в России огромную роль сыграл действительный статский советник Александр Николаевич Аксаков, который, будучи финансово независимым, мог самостоятельно знакомиться с медиумами Европы и Америки, проводя с ними разнообразные опыты, служил посредником между медиумами и императорским двором. Николай Петрович Вагнер пришёл к спиритизму под воздействием своего друга А. М. Бутлерова: впервые тема медиумизма появляется в их переписке в 1871 году, когда Николай Петрович заканчивал работу в Неаполе и переходил в Петербургский университет. На квартире Бутлерова тогда остановился известный спирит Юм, который был женат на свояченице химика. Сам Вагнер стал практиковать спиритические сеансы с 1874 года, его первым «проводником в мире духов» стал медиум Камиль Бредиф, на сеансах которого присутствовали и Аксаков, и Бутлеров. Врач Лихонин публиковал в газете «Голос» разоблачительные материалы и даже призывал учредить над шарлатаном полицейский надзор. По результатам сеансов у Бредифа Н. П. Вагнер подготовил статью для мартовской книжки «Психических исследований» за 1875 год. Далее Вагнер в течение двух десятков лет активно работал со всеми известными медиумами своего времени, и в том же 1875 году он впервые встретился с У. Круксом, от которого получил клочок «призрачных» волос «материализовавшегося духа» Кэти Кинг и её фотографию. Николай Петрович рано увлёкся спиритической фотографией и категорически утверждал, что фотофиксация — едва ли не единственный способ доказательства спиритических явлений скептикам. В 1891 году под псевдонимом «Н. Петров» Вагнер подготовил книгу «Медиумические материализации», вызвавшую критику А. Аксакова. Десятилетием ранее он стал активно писать для спиритического журнала «Ребус», большая часть статей которого в первый год издания была создана Вагнером; профессор однажды заявил: «Смею думать, что я создал „Ребус“». Из-за критических выпадов против произведений Вагнера, в 1890-е годы учёный перестал сотрудничать с этим журналом.
Апрельская книжка 1875 года «Вестника Европы» со статьёй Н. П. Вагнера о «медиумических явлениях», происходивших в присутствии Юма и Бредифа, произвела сенсацию не только среди читающей публики, но и в научной среде. По подсчётам А. Н. Аксакова, в короткий срок против тезисов Вагнера последовало порядка тридцати критических отзывов. Сами русские спиритуалисты и сочувствующие им (В. С. Соловьёв) отнеслись к Н. П. Вагнеру настороженно, так как учёный прямо заявил: «допущению существования медиумических явлений сильно препятствуют те воззрения, которые придают им спиритуалисты и допустить которые не решится самый снисходительный скептик». От этой статьи началась длительная полемика спиритуалистов с их противниками, которая тянулась на страницах разных периодических изданий России до конца 1880-х годов. В мае 1875 года Д. И. Менделеев основал Комиссию для исследования медиумических явлений при Физическом обществе Санкт-Петербургского университета. В её состав были приглашены в качестве «свидетелей» А. Н. Аксаков, А. М. Бутлеров и Н. П. Вагнер. Поиск медиумов был возложен на А. Н. Аксакова, предварительным подбором для которого занимались в Лондоне Е. П. Блаватская и Генри Олкотт.

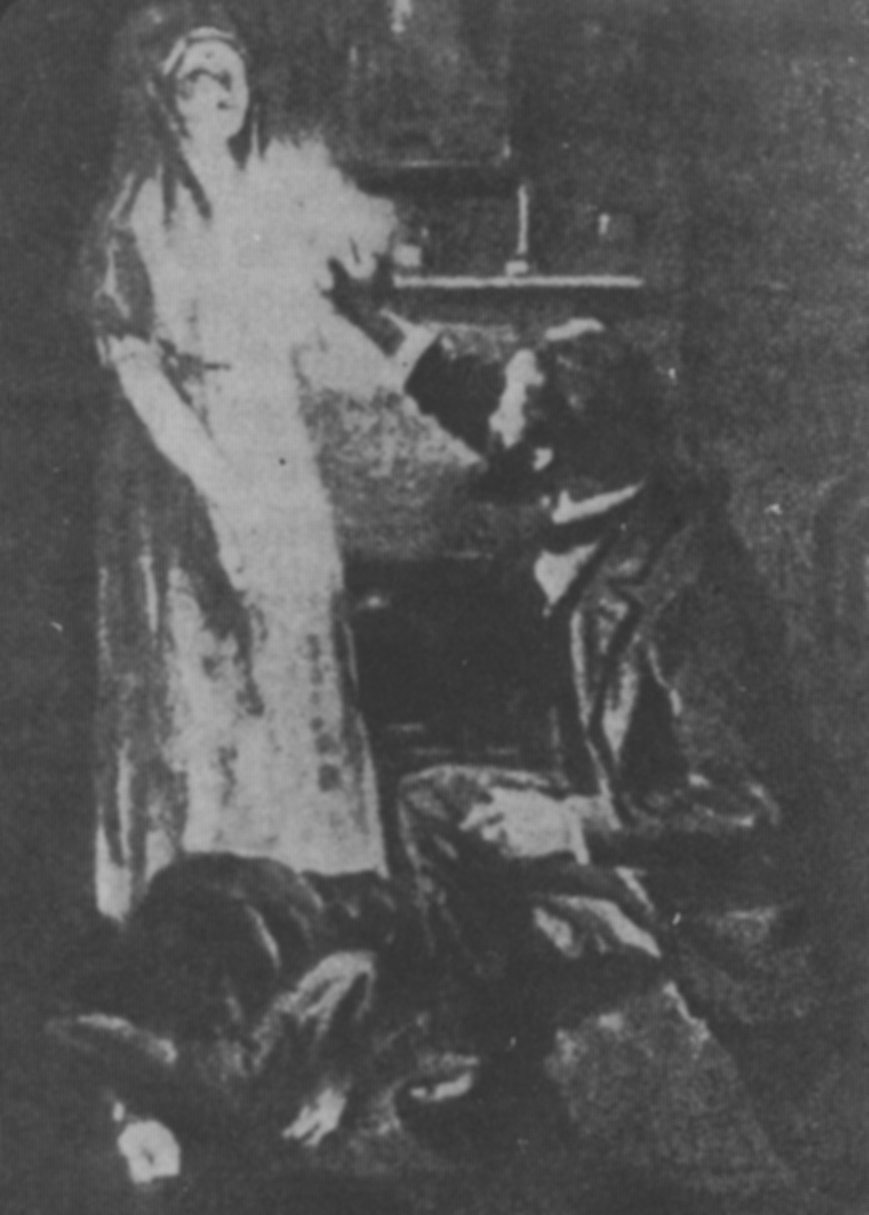
Один из самых известных снимков «Кинг, Кэти (спиритизм)». Медиум Флоренс Кук лежит на полу; справа — сэр Уильям Крукс. Фото 1874 года

Ещё до начала работы комиссии А. М. Бутлеров и Н. П. Вагнер активно публиковали разъяснение своей позиции. В статье «Медиумизм» Николай Петрович открыто объявил себя спиритом, подчёркивая, что изучение медиумических явлений поможет раскрыть тайну человеческой природы, а также не скрывал милленаристских ожиданий. При этом Вагнер, как и А. Аксаков, критиковал религиозный спиритизм, особенно сильно негодуя по адресу «психографии» (автоматического письма) и доктрины метемпсихоза, именуя всё это «чудовищным заблуждением». Иными словами, главной задачей Вагнера и Бутлерова была легитимизация спиритизма как предмета научного изучения, хотя архивные данные ясно свидетельствуют о замалчивании ими собственной практики «общения с духами». С другой стороны, русские спиритуалисты 1870-х годов, по-видимому, искренне допускали возможность изучения паранормальных явлений методами физических наук. Более того, А. Бутлеров считал, что изучение медиумизма позволит «изгнать суеверия». Комиссия Менделеева начала работать с выписанными из Англии медиумами осенью 1875 года, и уже 21 ноября было объявлено о фальсификации. 15 декабря Д. И. Менделеев выступил с публичной лекцией, ставшей ответом на бурную деятельность Н. П. Вагнера и А. М. Бутлерова, обозначив раскол русского общества ещё и по вопросу спиритизма. На личных отношениях учёных это почти не сказалось, в сохранившейся переписке Вагнер вообще сводил противодействие Менделеева спиритизму к его личностному конфликту с Бутлеровым.
Зимой 1876 года А. Н. Аксаков привёз в Петербург одну из самых популярных в Англии медиумов — Мэри Маршалл. Опыты с ней начались 11 января 1876 года, и после проведения четырёх сеансов произошёл скандал: Д. И. Менделеев предположил, что дама прячет в нижних юбках приспособление для вызывания стуков. 25 марта был опубликован отчёт Комиссии, в котором спиритизм был объявлен «суеверием». Лично Менделеев провёл публичные чтения этого отчёта и разъяснения 24 и 25 апреля. Сами спириты к Комиссии относились настороженно, не считая свои практики объектом веры или неверия. Протест спиритуалистов против отчёта Комиссии был напечатан 4 мая в газете «Голос». Этот протест был подписан Н. С. Лесковым и Д. В. Григоровичем и морально поддержан Ф. М. Достоевским. Часть спиритов (Н. фон Мекк) крайне негативно отнеслись к работе Комиссии, считая, что она дискредитировала движение и задержала его развитие; часть апологетов, в их рядах и Вагнер, полагали, что Комиссия послужила важным пропагандистским средством, увеличив общественный интерес к медиумизму и умножив количество спиритических кружков.

#### Религиозно-философские взгляды
Своё мистическое миросозерцание Н. П. Вагнер обобщил в книге 1902 года «Наблюдения над медиумизмом», поместив в её состав десять положений учения, «сформулированного на основе сообщений духов», которые можно обнаружить в основе любой религии. В этом отношении религиовед В. С. Раздъяконов именовал Вагнера единственным русским спиритом, декларировавшим собственное религиозно-философское учение. Это учение может быть определено как гностическая метафизика, несколько переосмысленная в духе позитивизма. В основе концепции Н. П. Вагнера — определение смысла и цели человеческого существования, которые заключаются в поэтапном нравственном совершенствовании. По мере телесного и духовного очищения человек поднимается от индивидуального и материального уровня к духовному и коллективному планам существования, чтобы в конце пути раствориться в Боге. Соответственно, спиритическая практика определялась как «дар Божий», предназначенный для «просвещения несчастных, духовных бедняков, бродящих впотьмах уродливых отношений и загрубелого материализма». Божья любовь пронизывает всё бытие и соединяет с Богом и в Боге всё человечество. «Вера родит сближение миров, и в этом сближении — высшее слово нашего существования». То есть спиритический кружок — это своего рода община избранных, гармоническое сообщество людей, объединённых высшей братской любовью, полностью и до конца откровенные друг с другом. В условиях преодоления разрыва между нравственностью и разумом, спириты формируют у людей целостное мировоззрение, создают новый синтез религии и науки. Это В. Раздъяконов определял как попытку соединения двух крупных интеллектуальных традиций Европы — прогрессизма (с его акцентом на свободу разумного индивида) и романтизма (с провозглашением целостной статичной системы ценностей, существующей помимо рацио). Вагнер разделял пессимизм Ламартина (одного из любимых своих писателей), утверждая, что окончательное «преодоление порочной индивидуальности» возможно только в загробном мире и только вследствие последовательного самосовершенствования. Спиритическая практика тем самым готовит человека к переходу в иной мир, где каждый получит воздаяние за совершённое на земле. Среди западных спиритуалистов к Вагнеру ближе всего Кардек, также делавший акцент на нравственности, но их различие кардинально — Николай Петрович не отказывался от православия.
В своей работе «Что такое спиритизм» Н. П. Вагнер активно использовал позитивистскую методологию. Он в равной степени отвергал (и даже стигматизировал) и крайних скептиков, и крайних сторонников спиритизма, как «не имевших дело с „медиумическими фактами“». Более того, для подтверждения собственного спиритического опыта он широко цитирует и Ветхий, и Новый Заветы. В качестве руководящего методологического правила в спиритической практике Вагнер предложил использовать слова апостола 1Ин. 4:1-3: «…испытывайте духов, от Бога ли они, потому что много лжепророков появилось в мире. Духа Божия (и духа заблуждения) узнавайте так: всякий дух, который исповедует Иисуса Христа, пришедшего во плоти, есть от Бога; а всякий дух, который не исповедует Иисуса Христа, пришедшего во плоти, не есть от Бога, но это дух антихриста…» Николай Петрович много писал о мерах предосторожности, выработанных за долгие годы спиритической практики. Равным образом, Вагнер отвергал распространённый церковный аргумент против спиритизма: это не «вызывание духов», так как духи приходят к медиуму сами. Медиум не использует гадательные практики и не обращается за этим к духам, ибо это запрещено Евангелием, но ограничено допустимо для переубеждения материалистов и неверующих. Профессор описывал несколько историй, обычных для спиритического дискурса, в частности, преображения материалистки и нигилистки Е. С. Калиновской, которая после общения с духами приняла монашество и прославилась благочестием. Однако Вагнер использовал опыт инженера-химика Г. Ешевова, который, как материалист, относился к спиритизму как к объекту исследования, полагая его проявлением неизвестного науке физического явления. После спиритического сеанса он принял «гипотезу духов». Вагнер уделял большое внимание тому, что духи в своих сообщениях медиуму постоянно цитировали евангельские тексты и ссылались на Христа-Спасителя. Во время материализаций добрые духи постоянно приносили образки и пояски с именами святых. Исходя из последнего, Н. П. Вагнер классифицировал духов как чистых, смешанных и нечистых. Последних легко отличить по претензиям на божественность. Вагнер отрицал популярную на Западе идею реинкарнации, также относя её к уловкам нечистых духов. Ещё одной ловушкой злых духов является убеждение, что Иисус был человеком, что противоречит Евангелию. Не отрицал профессор и того, что «занятия спиритизмом могут закончиться сумасшедшим домом, однако исключительно по неопытности медиума, попадающего во власть нечистых духов». Этих последних Николай Петрович величал «адожителями», отмечая, что и французские, и английские спириты отрицали идею ада. Спасением и действенным средством от всего перечисленного является молитва.
Принципиальным моментом в вагнеровском православном спиритизме выступает Евангелие как окончательный авторитет, и православные молитвы, литургия и образа как действенный механизм контроля на спиритическом сеансе. Это отличало Н. П. Вагнера от А. Н. Аксакова, который опирался только на научную методологию. Николай Петрович прямо заявлял, что спиритизм в принципе не противоречит православному вероучению. Только после его кончины вышло в свет выполненное им переложение Евангелия для детей, не пропущенное духовной цензурой в 1891 году из-за искажения «простоты, ясности и краткости» евангельского текста, а также его смешения с апокрифами. Вагнер также материально поддерживал о. Иоанна Кронштадтского: в архиве сохранились корешки денежных переводов. Тем не менее, В. Раздъяконов отмечал, что мистицизм Вагнера всё же был ближе пиетизму, утверждавшему необходимость нравственного совершенствования как непременного условия божественного постижения и, кроме того, тщетность попыток понять божественное при помощи разума. И в случае Вагнера, и в случае Аксакова спиритическая практика и последовательное применение позитивистской методологии (работа с «медиумическими фактами») привела к подтверждению их собственных взглядов.

### Общество экспериментальной психологии

#### Предыстория: спиритические кружки
Николай Петрович Вагнер, будучи учёным по роду занятий и мировоззрению, пытался использовать научную методологию для убеждения неверующих в существовании сверхъестественных явлений. Научная риторика представлялась инструментом пропаганды и отстаивания истинности его собственных религиозно-философских взглядов. В известно степени это диктовалось его инициативой по нравственному воспитанию народа. В некотором смысле мировоззрение Н. П. Вагнера напоминало народническое: с народниками его сближало неверие решения российских проблем политическим путём «сверху». Единственной альтернативой представлялись неформальные объединения в духе христианских трудовых братств, с одним из которых — Крестовоздвиженским — он состоял в 1897 году в переписке. В течение четырёх лет (19 марта 1883 — 23 сентября 1887) просуществовал вагнеровский спиритический кружок, объединявший семерых человек. На смену ему с октября 1887 по март 1892 года пришёл ещё один кружок, в котором было всего четыре человека, двое из которых участвовали в предыдущих радениях. Эти объединения Николай Петрович совершенно искренне называл «великим делом» на пути прогресса всего человечества. Вагнер рассуждал о «качестве» спиритического сеанса, которое измеряется в сложности наблюдаемых явлений и содержательности полученных «сообщений духов»; качество зависит от нравственности медиума и участников сеанса. Идеальный сеанс, по-видимому, вообще невозможен из-за испорченности человеческой природы и эгоизма собравшихся. Об интересе Вагнера к камерной, «кружковой» работе свидетельствует и его роман «Тёмный путь», в котором главный герой по имени Владимир Олинский принимает участие в кружке, целью которого является проповедь братской любви и просвещение народа. Однако кружок в романе распался, не выдержав испытаний в реальном мире.
После смерти А. М. Бутлерова в 1887 году Н. П. Вагнер потратил много времени и сил для вызывания его духа, материализации духа усопшего и записи его посмертных сообщений («Нравственные идеи (из загробного мира)»), которые намеревался издать. 30 апреля 1888 года Николай Петрович сообщал А. Н. Аксакову, что эксперимент впервые удался: «Третьего дня он наконец явился к нам, но закутанный весь в белом. Он выходил к нам три раза и… тихо уходил за занавеску. Он держал в руке образок… тот самый, с которым его похоронили». Далее было объявлено о успешном фотографировании духа умершего. Вдова — Н. М. Бутлерова — сама увлекаясь спиритизмом, особенно была возмущена «посмертными фотографиями», и 12 ноября 1893 года даже сообщила Вагнеру, что Бутлеров на спиритических сеансах, устроенных в имении Бутлеровка летом того же года, неоднократно просил «оставить его в покое». А. Н. Аксаков, в доме которого проживала вдова Бутлерова, также весьма скептически относился к вагнеровским инициативам, что и привело к их ссоре в январе 1894 года.

#### Русское общество экспериментальной психологии
15 ноября 1890 года была получена санкция В. К. Плеве на создание Русского общества экспериментальной психологии (РОЭП). Согласно уставу, общество занималось изучением «бессознательной деятельности человека, преимущественно в её бессознательных проявлениях», в частности, гипноза и связанных с ним феноменов. РОЭП полностью соответствовало актуальной на тот момент научной повестке, находясь в домене истории психологии: аналогичное Общество психических исследований было основано в Лондоне в 1882 году, похожими исследованиями занимался во Франции психиатр Жан Шарко. Н. П. Вагнер настаивал на необходимости исследования «психических явлений» ещё с 1875 года, ибо, аттестуя себя как учёного-спирита, полагал вполне возможным экспериментальное доказательство существования души и духов, и даже пытался контактировать с Уильямом Круксом с целью создания международного общества изучения спиритизма. В 1880 году Вагнер представил проект Русского идеалистического общества, но он не прошёл цензуры Министерства народного просвещения.
Согласно уставу РОЭП, Общество функционировало в формате экспертных комиссий, собирающих эмпирические данные и разрабатывающих методологию их изучения. Членом Общества мог стать обладатель диплома врача или специалиста в области естественных наук, «заведомо занимающийся вопросами и исследованиями психических явлений». Это тесно связывалось с борьбой против материализма, и связанных с ним «упадка нравственности и безверия». В приветственном адресе на открытии Общества Н. П. Вагнер возвещал распространение идеологии «спиритуалистического монизма», идея которой — в подчинении материи несводимому к ней духу. Вагнер описывал это следующим образом: существует «нечто», помимо центральной и периферической части нервной системы и её функций, которое распоряжается биологическими процессами, и в обиходе именуемое «силой воображения, волей, влиянием усиления внимания, наконец, психической силой человека». Также профессор обрисовал программу исследований в порядке от простых к наиболее сложным: гипноз, умственное внушение, ясновидение, медиумизм и, наконец, материализации в ходе спиритического сеанса. Всё это предстояло исследовать одновременно силами отдельных комиссий.
В первом собрании РОЭП 26 февраля 1891 года участвовало 12 человек, включая самого Н. П. Вагнера. Состав заседаний постоянно менялся, присутствовали и приглашённые. Судя по протоколам, к концу 1893 года постоянных членов Общества насчитывалось 36 человек. До 1894 года протоколы заседаний публиковались в приложении к «Вопросам философии и психологии» — органа русского философского идеализма. Главный редактор журнала Н. Я. Грот положительно относился к Вагнеру и к спиритизму, и даже был избран почётным членом РОЭП. Первый год Общество занималось вопросами гипнотизма, второй год — экспериментам с медиумом В. В. Николаевым (в основном, проходившим на квартире В. Ф. Краевского). Комиссия постановила объективное существование медиумических явлений, лишь врач П. Ф. Семёнов выпустил особое мнение (опубликованное 17 декабря 1893 года), что все явления «искусно подделаны медиумом». Согласно В. С. Раздъяконову, главным событием в истории РОЭП являлось «дело Ховрина». Речь шла о враче Тамбовской губернской больницы А. Н. Ховрине, одна из пациенток которого якобы демонстрировала способности к ясновидению. Ховрин сам в 1891 году обратился в Общество с целью экспериментальной проверки её талантов. Эксперименты проводились по следующей методике: ясновидящей предлагали прочитать содержимое письма, положенного в несколько запечатанных конвертов. Особое внимание уделялось предотвращению подлогов и обмана со стороны медиума. Комиссия так и не пришла к согласию по результатам экспериментов, завершившихся к 1893 году. А. Н. Ховрин сам выпустил результаты своих наблюдений в киевском журнале «Вопросы нервно-психической медицины» (1898, выпуск 3-4).
После сентября 1894 года РОЭП прервало сотрудничество с редакцией Н. Я. Грота, хотя некоторое время протоколы заседаний размещались в других изданиях, например, училища глухонемых. По мнению В. Раздъяконова, одной из причин была нехватка медиумов и иных феноменальных персон, объявления о розыске которых и привлечении к экспериментам даже помещались в прессе. Члены Общества отслеживали и газетные публикации о медиумических явлениях, пыталось обращаться к зарубежным энтузиастам. РОЭП постоянно испытывало недостаток в средствах. Член-учредитель Общества А. Н. Аксаков, который мог бы помочь, с самого начала осторожно относился к инициативам В. П. Вагнера, советуя ему (в письме 4 мая 1891 года) не связываться с медиумизмом («это совершенно неприлично»), ограничиваясь изучением и демонстрацией гипноза, чтобы «не компрометировать себя». В 1893 году между Аксаковым и Вагнером вспыхнул спор об изучении сложных медиумических явлений, в частности спиритической фотографии, которой Николай Петрович интересовался с 1870-х годов. Аксаков даже угрожал выходом из рядов РОЭП. Вдобавок, в 1894 году у Вагнера появились конкуренты в лице «Кружка для исследований в области психизма» под руководством В. С. Семёнова — мужа писательницы В. И. Крыжановской. По-видимому, А. Н. Аксаков перешёл в «Кружок», собираемый в редакции журнала «Ребус».
В дальнейшем Общество функционировало нерегулярно: сведений о собраниях в 1895 и 1897 годах не сохранилось, больших встреч в 1896 году зафиксировано две (28 февраля и 1 мая). Вероятно, 29 марта 1898 года состоялось последнее общее собрание РОЭП, на котором зафиксировано 25 членов Общества. Тем не менее, в вагнеровском архиве сохранилось письмо от 27 марта 1899 года, касающееся подписания в печать протоколов РОЭП, судьба которых совершенно не ясна. Официально Русское общество экспериментальной психологии прекратило существование в феврале 1900 года, когда Н. П. Вагнер сдал дела секретарю на хранение.

### Социальный идеал русского спиритуализма
Как отмечали В. Раздъяконов и И. Виницкий, американский спиритуализм XIX века был одним из важных средств обоснования социальных изменений: «радикальные духи», вещавшие через авторитетных медиумов, «бросали вызов сложившимся конвенциям во имя свободы» и выражали альтернативную социальную структуру. Между тем, в России спиритизм отвечал консервативным общественным трендам, выражая глубоко свойственное среднему классу желание порядка. Соответственно, политические взгляды русских спиритистов были консервативными, они отрицали социальную революцию, призывая изменять общество посредством малых дел. Н. П. Вагнер в одной из своих статей призывал «фанатичнее заняться полезными общественными делами, так как через это укрепляется его воля и его привязанность ко всем членам общества, в чём и проявляется истинная „человечность“». При этом спиритуалистическая теология не была единой, а расхождение проходило по вопросу реформы религиозных институтов. Николай Петрович Вагнер, например, воспринимал спиритические сеансы как аналог или дополнение православной литургии, и, в общем, канонически рассуждал о значении молитвы и веры, чётко разграничивая чудесное в церковном смысле и «медиумическое». В одном из частных писем (недатированных), Вагнер ясно говорил, что силой молитвы производится чудо, тогда как «сила медиумизма производит только медиумическое явление». Это последнее может быть усилено гармонией участников сеанса и их молитвой, но чудо «никогда не не будет принадлежать к числу медиумических явлений». Вагнер в том же письме вполне определённо давал определение спиритическому кружку и его функциям. Религиозный спиритический кружок — это объединение лиц, которые регулярно собираются вместе, чтобы получать руководящие указания от духов. Скрепляющей силой его деятельности является идея братства, духовной коммуны:

…Спиритический кружок есть школа отношений друг к другу для достижения объединения Духа, могущая благотворно влиять в дальнейшем, на массу разумных существ относительного такого объединения, а вместе с тем и процесса совершенствования. В спиритических кружках есть глубокий смысл и великая задача! Чем больше заведётся этих кружков, тем больше между людьми будет развиваться братская любовь.
Обобщая, В. Раздъяконов отмечал, что отличием русского спиритуализма от американского являлось стремление к «внутренней» религиозной реформации, то есть надежды не на социальное переустройство, а на духовное преображение микро- и макрокосма — человека во Вселенной. Русские спиритуалисты, и Н. П. Вагнер тоже, активно стремились к переосмыслению человека в мире как части единой духовной иерархии, объединяющей земную и «иную» сферы бытия. Усилия отдельных людей могли, с их точки зрения, вести к позитивному социальному изменению, но человек не мог изменить социальный порядок как целое. То есть политический и социальный консерватизм русского спиритуализма основывался на телеологии и при этом не противоречил эволюционной теории. Важнейшим вопросом социальной повестки спиритуализма было обновление христианства, при этом данный процесс считался естественным и даже определяемым самим Богом: «новая форма» религии рассматривалась как исполнение божественного плана относительно человечества.

## Литературное творчество

### Литературная генеалогия Н. П. Вагнера, романтизм и символизм

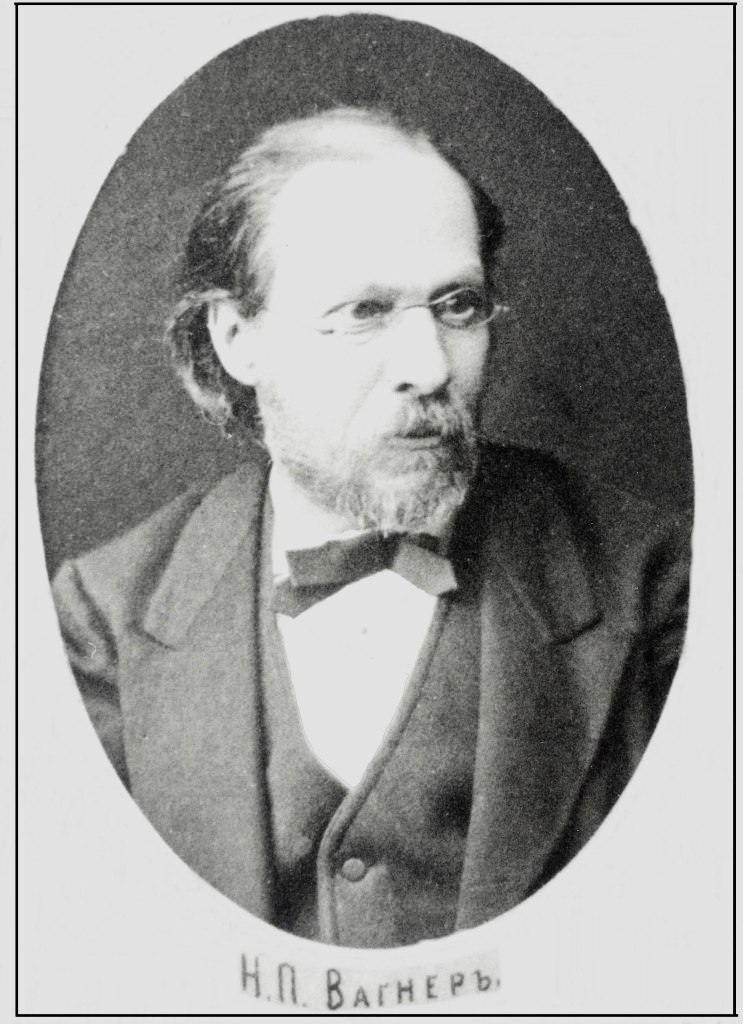
Николай Петрович Вагнер в 1885 году

К занятиям беллетристикой Н. П. Вагнер обратился в конце 1860-х годов под влиянием выпущенных в русском переводе сказок Ганса-Христиана Андерсена, рассматривая литературу и как средство увеличения заработков. Сам Вагнер утверждал, что прочитанное «нашло в нём уже готовую почву»; занятия литературой по времени совпали и с началом спиритических интересов. Сам Вагнер утверждал, что непосредственным стимулом была премия в 1000 рублей, учреждённая вновь основанным журналом «Нива» в 1869 году, но друзья отсоветовали подавать на конкурс написанную Николаем Петровичем повесть. Впоследствии она была опубликована под названием «К свету». В 1872 году вышло первое издание «Сказок Кота-Мурлыки» — самого известного и популярного из литературных трудов Николая Петровича. В 1877—1879 годах Вагнер основал и редактировал журнал «Свет», который изначально проектировался как научно-популярный, но в нём публиковались и литературные труды, в том числе своего основателя; кроме того, он является важным источником по эволюции мировоззрения учёного. Помимо редакционных статей, подписанных «Н. Кастальский», в журнале увидели свет научно-фантастические повести «Ольд-Дикс» и «Впотьмах», в которых современные исследователи видят предвосхищение фрейдизма, полётов в космос, где описаны компьютер и газовый хроматограф. В этом же журнале произошёл поэтический дебют С. Надсона, мировоззрение которого имело с вагнеровским немало общего. На страницах «Света» Николай Петрович ратовал за соединение науки и искусства и преодоления разобщённости между наукой и реальной жизнью, указывая, что корень проблемы — в утрате единого Начала, Мирового Света. Намекалось и на некие «общие принципы жизни человечества», но без разъяснения, какие именно. После конфликта с критиком и издателем Л. Е. Оболенским Вагнер продал ему свой журнал; впоследствии Оболенский утверждал, что реальной издательской деятельностью Николай Петрович не занимался. Последующие свои литературные произведения Вагнер печатал в спиритическом журнале «Ребус», в том числе два своих больших романа: «К свету» (1883) и «Тёмное дело» (1881—1884), опубликованного отдельной книгой в 1890 году под названием «Тёмный путь», а также повесть «Гризли», рассказ «Свет и мрак».
Л. Е. Оболенский в 1888 году представил анализ литературного творчества Н. П. Вагнера. Оболенского интересовали причины успеха Вагнера как детского писателя и неуспеха у читающей публики его «взрослых» повестей и романов. Характерной особенностью всех опубликованных текстов Николая Петровича называется «мечтательная фантазия, творящая образы не реальной, а фантастической красоты». Литературный талант его признаётся неровным, писателю постоянно «изменяет чувство красоты и изящества», что особенно проявляется в тяготении к фантасмагории и натуралистическим описаниям, он склонен к аффектации, и лишь «в минуты особых душевных настроений… может мгновенно дать образы удивительной красоты». Иными словами, Вагнер признаётся мастером коротких текстов, «создаваемых в порыве вдохновения, пока оно не остыло». Такой метод негоден для написания длинных романов. Более того, согласно Л. Оболенскому, Н. Вагнер, и без того отличаясь пессимистическим, скептическим мировоззрением, «не любя жизни, отворачивается от действительности». Это свойство полезно для сказочника, «но пагубно для романиста». В этом плане Н. П. Вагнер противопоставляется Гоголю или Щедрину, которые «отрицали не саму жизнь…, а только известные формы жизни, известные её типы». То есть писатель такого типа «неизбежно должен страдать незнанием деталей жизни, измышленными, неживыми лицами». Л. Оболенский выделял иллюстративность прозы Вагнера, его стремление создавать более или менее фантастические образы на основе отвлечённой мысли или аллегории. «Писать 400 страниц иллюстрации…, — это подвиг, достойный лучшей участи». Впрочем и сам учёный-писатель относился к своей творческой продукции без завышенных ожиданий, и в одном из писем к Я. Полонскому называл себя «птицей невысокого полёта».
Исследователь мировоззрения Н. П. Вагнера В. С. Раздъяконов, реконструируя писательскую генеалогию, отмечал вагнеровское стремление синтезировать «отвлечённое романтическое и конкретное реалистическое направление». Вкусовые и эстетические установки Вагнера формировались в период перехода от романтизма к реализму, и можно заключить, что «узкие романтические убеждения постепенно в ходе взросления вытеснялись на периферию его миросозерцания реалистическими, социальными и актуальными вопросами». Пиковый период литературного творчества Н. П. Вагнера частично пришёлся на возрождение романтизма в конце XIX века. Тем не менее, именно романтизм определял в сознании писателя образ «золотого века», и в этом отношении уместно анализировать его творчество (не только сказочное) в одном контексте с М. Ю. Лермонтовым, В. Ф. Одоевским, А. А. Бестужевым-Марлинским и А. Погорельским. Литературовед Л. Е. Бушканец полагала творчество Н. П. Вагнера органической частью истории русской литературы и культуры второй половины XIX века, в известном смысле предвосхищавшего нарождающееся экзистенциальное сознание на основе романтического мироощущения. Также Бушканец постулировала знакомство Вагнера с традициями немецкого пессимизма шопенгауэровского толка и его воздействие на младших современников, особенно Гаршина и Надсона, на возрождение русского романтизма. К числу романтических тем, постоянно представленных в прозе Н. П. Вагнера, относятся «бегство от механической буржуазной цивилизации и борьба с современным ему миром как миром бездуховности и эгоизма». Писатель постулировал конфликт личности и общества, который приобретает космические масштабы, разрешение которого возможно лишь через признание Абсолюта. С немецкими романтиками его сближает утверждение, что Абсолюта возможно достигнуть лишь в смерти, а также приоритет чувственного начала как единственного способа познания Абсолюта. Для Вагнера характерно «романтическое презрение к обогащению и именно здесь отчасти следует искать истоки его антисемитизма». Комментируя вагнеровские описания деятельности банкира Бергенблата из романа «Тёмный путь», С. Ю. Дудаков, ссылаясь на статью И. М. Дижура «Евреи в экономической жизни России», заявлял, что, несмотря на вопиющую нищету местечкового еврейства и «дикие препятствия, чинимые правительством», именно еврейские предприниматели открыли русскому хлебному и лесному экспорту дорогу на мировой рынок. Только в двух банках — Московском купеческом и Волжско-Камском — евреи не были представлены в совете директоров, а также среди служащих и клиентов. Иными словами, антисемитский стереотип, сложившийся в общественном сознании, опирался на некие конкретные факты: «…для антисемитов открывается порядочное поле для размышления».
В. Раздьяконов отмечал, что для Н. Вагнера, как и всех романтиков, характерно понимание реальности «как сложной структуры, включающей в себя не только эмпирическое измерение, но и чувственное измерение, определяемое особенностями субъекта». Рассмотрение мира как результата творения исключительной личности определяет цели достижения единого синтетического взгляда на мир, соединяющего положения искусства, религии, философии и науки.
Казанская исследовательница Е. Ю. Киселёва, признавая, что Н. П. Вагнер относится к авторам второго ряда, рассматривала его творческое наследие как во многих отношениях новаторское. По мнению Киселёвой, Н. П. Вагнер в эпоху реализма второй половины XIX века оказался связующим звеном между литературой романтизма и русского символизма, что проявлялось в первую очередь в «отчаянном пессимизме». Л. Бушканец также отмечала, что даже в сказках Вагнера отрицалась продуктивность всякой деятельности, любая возможность улучшения общественной жизни. В этом плане «Сказки Кота-Мурлыки» напоминают литературные сказки З. Гиппиус, Ф. Сологуба, М. Кузмина, в которых почти непременно грустный финал, констатирующий несовместимость мечты и реальности и трагичность бытия в целом. Вагнер заставлял своих героев-детей решать важнейшие недетские смысложизненные и мировоззренческие вопросы, что сочеталось с поисками новых литературных форм, отказа от жанровой строгости, когда сказка могла прямо перейти в философское эссе («Гулли»). В этих же особенностях Е. Ю. Киселёва видит причину неуспеха двух романов и четырёх повестей Н. П. Вагнера. Современная писателю критика была ориентирована на социальную «серьёзную беллетристику», а литературоведение XX века — на вершинные явления русской литературы. Более того, проза Н. П. Вагнера может быть проанализирована в контексте зарождающейся массовой литературы. Например, роман «К свету» явно синтезирует черты готического романа и дамского любовного романа с элементами мелодрамы. Массовая литература использует узнаваемые бытовые детали, обеспечивающие фон действия, но фабула строится на неких необычных элементах, далёких от повседневной действительности. Психология героев Н. Вагнера выстраивалась по принципам «массового романтизма» (подчёркивая исключительность главных героев, их несовместимость с социальным окружением) с нагнетанием мелодраматических эффектов. Данная традиция игнорировалась критиками и исследователями, так как сложно соотносилась с литературой первого ряда.
В честь героя сказки Н. П. Вагнера — принца Гайдара, пытавшегося понять смысл великой любви и скорби (сказка «Великое»), — взял свой псевдоним писатель Аркадий Гайдар. Существует версия, что М. А. Булгаков так или иначе задействовал литературные произведения и спиритические труды Н. П. Вагнера (в том числе «Рассказ о земной жизни Иисуса Христа») при создании «Мастера и Маргариты».

### «Сказки Кота-Мурлыки»

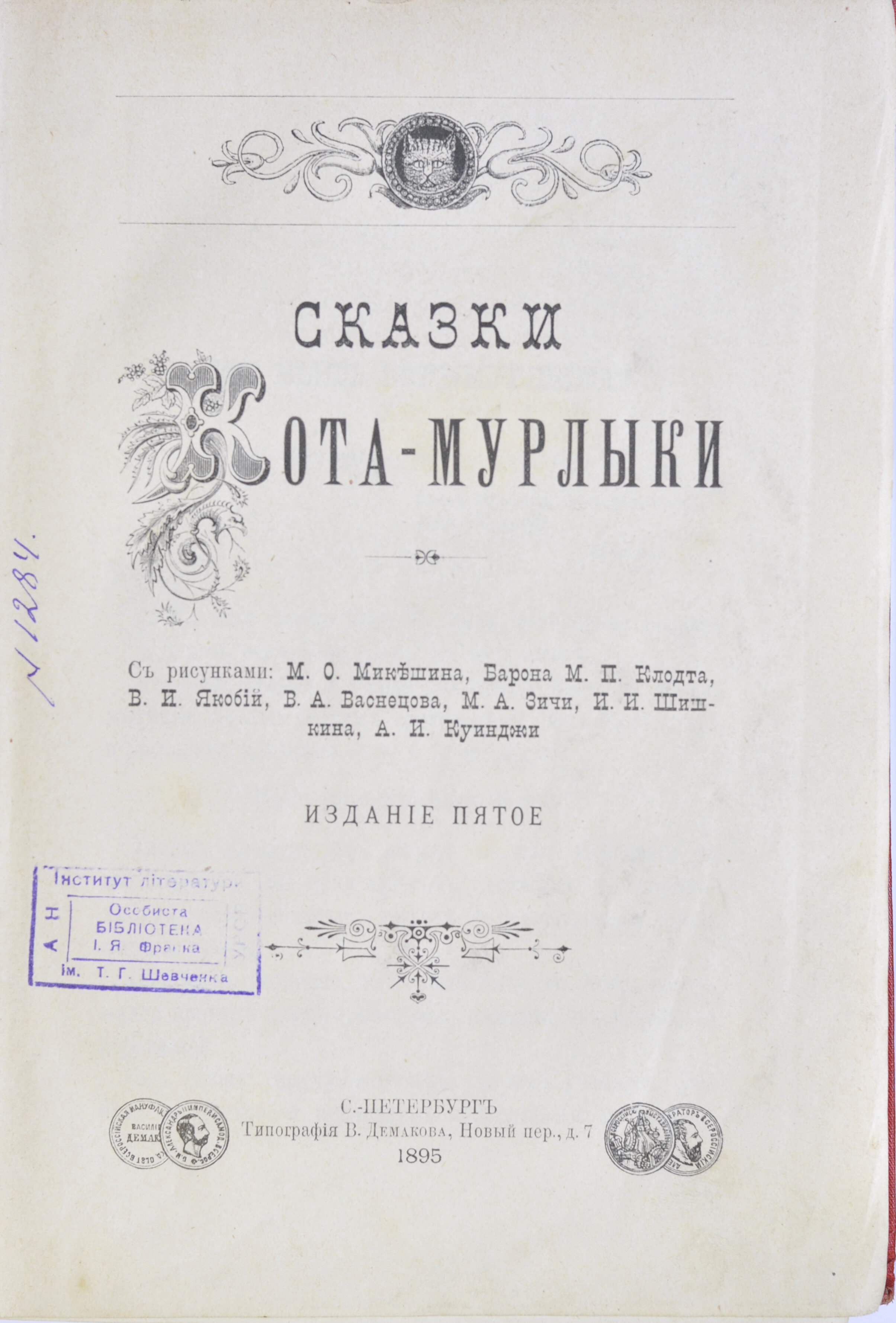
Титульный лист пятого издания 1895 года

Основной корпус своих литературных произведений (в том числе роман «Тёмный путь») Н. П. Вагнер публиковал под псевдонимом Кот-Мурлыка, происхождение которого более или менее объяснено. Эпиграф к первому изданию «Сказок» отсылал к «Войне мышей и лягушек» В. А. Жуковского, где упоминался кот-мурлыка, однако в авторском предисловии образ кота-рассказчика включён в более широкую литературную традицию, включающую гофманского кота Мурра, фольклорного Баюна и пушкинского Кота Учёного.
В 1872 году в издательстве «Общества переводчиц» Н. В. Стасовой и М. В. Трубниковой вышли «Сказки Кота-Мурлыки», состав которых менялся от издания к изданию вплоть до 1913 года. В 1923 году «Сказки Кота-Мурлыки» были напечатаны ГИЗом семитысячным тиражом, это оказалось десятое издание, последнее на следующие семь десятков лет. В 1887—1899 годах вышел семитомник сочинений Кота-Мурлыки «Романы, повести и рассказы» (включавший только роман «К свету», а также все сказки и рассказы), первые пять томов которого выдержали по четыре переиздания, шестой том — три издания, и седьмой — два издания. В 1991 году «Сказки Кота-Мурлыки» впервые были переизданы по варианту 1923 года, дополненном эссе Н. П. Вагнера «Как я сделался писателем?» и несколькими сказками из издания 1908 года. Канонического («нерушимого» в терминологии В. Широкова) свода вагнеровских сказок не существует. В первоиздание было помещено двадцать пять текстов, в последующих изданиях по цензурным соображениям часть сказок была элиминирована, кроме того, автор тасовал «взрослые» и «детские» тексты. Последнее, предположительно, являлось следствием неумения дифференциации потенциальной читательской аудитории.
Идейными и литературными претекстами сказок Вагнера, прямо им обозначаемыми, являлись тексты Г.-Х. Андерсена. Исследователями выделяются пары: «Фанни» — «Девочка со спичками»; «Курилка» — «Штопальная игла»; «Берёза» — «Ель»; «Пимперлэ» — «Оле Лукойе», и некоторые другие. Помимо прямых сюжетных аналогий присутствует свойственное и Андерсену, и Вагнеру восприятие сказки как способа познания действительности и одновременно активного мировоззрения. Несомненны и параллели некоторых литературных установок Н. П. Вагнера с Чернышевским, смыкающихся в отождествлении эстетической категории прекрасного с самой жизнью. Это не снимает несправедливости общественного устройства и задачи утверждения царства добра и справедливости. То есть литература должна предлагать модель поведения, а также помогать читателю отыскать индивидуальный путь к счастью. Вагнер мрачен по мироощущению, и не уберегает своих читателей от описаний горя, лишений, тяжелейших испытаний, даже смерти. При всём при этом он всегда оставляет возможность надежды, оставляя светлое впечатление, утверждая что будущее светло и прекрасно. Вагнер прославляет человеческую активность, стремление к действенному добру, необходимость жить в ладу с совестью. Любовь его к открытым финалам «приглашает читателя к активной внутренней работе, сотворчеству».
Сказки Н. П. Вагнера литературны, находятся в поле социальной беллетристики XIX века, независимы от фольклорной традиции. Исследователи М. П. Шустов и Н. В. Норина в корпусе «Сказок Кота-Мурлыки» выделяли философские, фантастические, юмористические и «тенденциозные» сюжеты; последние Н. В. Норина определяла как назидательные. Вагнер, полностью усвоив андерсеновский подход к созданию сказок (как в функциональном, так и нравственно-эстетическим аспектах), приступил к «реорганизации» жанра. На это многократно указывалось в предисловии от рассказчика-кота, который «родился на свет вниз головой, и с тех пор всё на свете ему кажется перевёрнутым вверх ногами». В первой же сказке буря уносит не невесту, как это бывает в традиционном народном тексте, а жениха, искать же царевича Елизара отправилась принцесса Альмара. Ещё современники (Л. Оболенский) указывали, что сказки Вагнера предназначены для взрослых, или, точнее, детям в них приходится решать недетские задачи. Николай Петрович в гораздо большей степени, чем у Андерсена, выражает актуальные для него общественные, философские и религиозные вопросы в бытописательной форме, и авторская мысль играет в его сказках значительную роль. Это не мешает использовать традиционную форму, включая зачины по типу «жили-были». При этом социальные смыслы сказок Вагнера считывались современниками, «Колесо жизни», «Макс и Волчок». «Швея», «Али-Гафиз» запрещались цензурой поскольку воспринимались ею как разновидность политической сатиры. Сказки идеалиста Вагнера охотно использовали народнические агитаторы и пропагандисты в 1870-е — 1880-е годы.
Педагог и детский писатель Евгений Елачич категорически объявил отнесение «Сказок Кота-Мурлыки» к детской литературе «затянувшимся недоразумением». С его точки зрения, вагнеровские сказки — «гнетуще тяжёлые», полные горя и страдания, беспросветной тоски. Собственно, по мнению Е. Елачича, магистральная тема всех сказок Н. Вагнера — необходимость горя и страдания, их естественность, и борьба знания и слепой наивной веры в чудо, оканчивающаяся не в пользу знания. В. С. Раздъяконов отмечал теснейшую связь сказочного творчества и религиозно-философского учения Н. П. Вагнера. Одной из важных тем, представленных в «Сказках Кота-Мурлыки», является религиозное обращение. Наиболее репрезентативны в этом отношении сказки «Детский театр» и «Великое». Здесь представлены все ключевые особенности прозы Вагнера вообще: мистицизм как единственно доступный человеку способ разрешения экзистенциальных противоречий, горизонтальная оппозиция Света и Тьмы, как проявлений противостоящих начал Любви и Зла (выраженная в предисловиях к первым трём изданиям сказок, романе «Тёмный путь», повести «Без света»), вертикальная оппозиция Неба и Земли, как Царства Любви и Царства биологической борьбы за выживание (сказки «Мила и Нолли», «Котя», повесть «Колесо жизни»). Данным оппозициям подчинена оппозиция бедность — богатство («Фанни», «Колесо жизни»), что обуславливает вторичность социальной критики Вагнера по отношению к критике нравственной. В сказках Вагнера мистицизм является завершающим этапом стремления героя выйти за пределы данного ему биологического мира, в котором герой не может удовлетворить желание ощутить полноту бытия. В сказке «Великое» (вышла в 1896 году) собственное желание героя познать Абсолют приводит его к смерти. Поставив себя на один уровень с Богом, он гибнет. В этой сказке Н. П. Вагнер выразил своё понимание христианства как религии мистического брака человека и Бога. Лишь личная предрасположенность Твари определяет её выбор — служение людям или уход от мира к Богу. Полнота истины и любви оказывается внемирной, и её достижение возможно лишь через смерть. Человек, оставаясь
человеком, не может полностью познать Бога. В сказке «Детский театр» продемонстрирована ситуация человеком мировоззренческих ориентиров, только тогда герой оказывается способным к религиозному обращению. Герой возвращается в первоначальное состояние веры, однако, уже на новом уровне: он начинает верить не в то, что мир имеет смысл, а в то, что есть что-то помимо окружающего его мира. Николай Вагнер утверждает невозможность разумного обоснования существования человека в мире и полагает веру единственным способом
преодолеть экзистенциальный кризис.
Сказки Н. П. Вагнера вызвали оживлённую дискуссию в прессе, вращавшуюся вокруг вопроса, насколько эти произведения уместны для чтения их детьми. Резко негативный ответ давал А. М. Скабичевский, которого немало раздражал успех сказок в среде образованных читателей. В дальнейшем именно вопрос, «удовлетворяют ли сказки всем требованиям современной педагогики» стал магистральным в критической дискуссии. Как литературовед А. Скабичевский выделил в корпусе сказок романтические и реалистические сюжеты, противопоставляя их друг другу как два способа отношения к жизни — «идеалистическо-рефлективного» и «реального». В этом плане Скабический выражал позиции западнического лагеря, требуя развития у нового поколения позитивного (в смысле позитивистской философии) взгляда на мир с чётко очерченными и достижимыми идеалами. Не удовлетворяющие этому тексты Вагнера обозначались как «прокислые напитки сентиментализма». Данная формула упоминалась и в советской литературе, делая невозможным переиздания вагнеровских сказок в 1923—1991 годах. Другую влиятельную традицию в критике — сопоставление творчества Вагнера и Андерсена — заложил И. И. Феоктистов, первым установивший теснейшую связь между сказками Николая Петровича и его публикациями в журнале «Свет». Феоктистов резко противопоставлял народные и авторские сказки: первые — «источник суеверий», вторые воспитывают в читателе понимание аллегоричности образов. Сказки Вагнера оцениваются очень высоко, ибо развиваются к «полнейшему реализму» и более реалистичны, чем у Андерсена.
В 1889 году Н. П. Вагнер претендовал на соискание Пушкинской премии. Комиссия Отделения русского языка и словесности Императорской Академии наук заказала рецензию Л. И. Поливанову, чей негативный разбор поданных работ (главным образом, «Сказок…») занял 61 страницу. Автор в этой рецензии величался «умственно помутившимся талантливым невежеством», отмечалось, что Вагнер, «при замечательном таланте рассказчика», создал цикл крайне слабых и противоречивых текстов. Поливанова явно раздражало, что «натянутость и вычурность вымысла, и какое-то туманное содержание» сказок вызывали восторг читающей публики и повышали общественный авторитет автора.

### Романы

#### «К свету»
Подробнейший разбор романа «К свету» (опубликованного в номерах с 1 по 4-й «Русской мысли» за 1883 год) представил в 1888 году Л. О. Оболенский. Данный роман самим автором характеризовался как «семейная хроника 1860-х годов», хотя критик обозначал его как «биологический роман». В фабульном отношении материал романа можно подразделить на генеральную сюжетную линию, предысторию главных персонажей и генеалогические выкладки, относящиеся к главным персонажам. Главная героиня — Катя Карбагаева — «девица вполне необыкновенная», равно наделённая талантами художницы, музыканта, писательницы и философа. С десятилетнего возраста она осознала свою избранность, которая, в том числе, выражается в необыкновенно развитой (до «обмирания», то есть каталепсии) способности любить. Её возлюбленный Талыгин также рано осознал своё призвание — быть «творцом и двигателем русской промышленности», но далее обратился к реформам общества. Любя Катю, он не желает сковывать её цепями брака, чтобы не помешать реализации её призвания. Неудивительно, что у Кати появляется второй поклонник — Ратищев, прирождённый злодей, также открывший в себе это призвание в самом раннем возрасте. Он разрушает тихую жизнь Кати, даёт ей читать Ренана, критикует её картины и произведения, и безумно влюбляет её в себя. В целом фабула характеризуется как «избитая». Критик отметил стандартные для Вагнера (ещё в повести «Князь Костя») описания школьных лет героев, с присущим автору обличительным тоном. Этому противопоставляются «художественно-психологические, любовные» описания Достоевского, способного проникнуть во внутренний мир «массы девочек или мальчиков», «не лишённых своеобразной поэзии». Однако у Кота-Мурлыки (свои романы Вагнер также выпускал под этим псевдонимом) социальное окружение гениальных героев «без снисхождения сливается в одну тупую, злобную массу», которую невозможно ни любить, ни прощать. В целом Л. Оболенский низко оценивал литературный дар Вагнера, который «ничего не любит, кроме своих сочинённых героев», поэтому ему неинтересна психология лиц, окружающих их во внешнем мире. В повести «Князь Костя» сюжет в этом отношении ещё более заострён: герой — подвижник христианской любви — убит в пансионе своими же однокашниками. Однако столь серьёзные литературные задачи решаются шаблонно, именно потому, что автор «лишён наблюдательности». Согласно Оболенскому, Вагнер рано выработал литературную формулу для демонстрации положительных и отрицательных персонажей, которыми пользуется во всех своих произведениях. В этом плане описание становления героев противопоставляются «Детству и отрочеству» Толстого и образу Райского в «Обрыве» Гончарова: «У Вагнера его описания — ниже всякой критики по своей слащавой ходульности и неловкой пригнанности к наивной теории».
Главной неудачей В. П. Вагнера назван Талыгин, который должен продемонстрировать новый тип идеальных русских фабрикантов, подобно Штольцу «Обломова» или Соломина из «Нови». Однако у Гончарова и Тургенева этот тип только намечен и дан вторым планом, и для Оболенского в 1880-е годы очевидно, что их представления, что Штольцы — грядущие спасители идеальной России, было ошибочным. В реальности появились лишь «интеллигентные гешефтмахеры», коррупционеры, специалисты по «дутым предприятиям и всяческим банкротствам». Вагнер решительно конструировал своего Талыгина из доступного ему материала, и получился герой, который сочетает бурную деловую активность с рыцарственностью «в своих отношениях к героине-психопатке», вовсе лишённый недостатков. Демонический Ратищев, напротив, обуреваем к Кате чувством любви-ненависти, вызывая и у неё невероятные страдания. Впрочем, убедительно передать их автору не удаётся, и герои постоянно «дико хохочут», «издают глухие стоны» и тому подобное. То есть вместо создания литературных образов Вагнер предлагает читателю общие фразы и риторические построения. В финале Ратищев не выдерживает истеричности Кати и бежит от неё сразу после обручения, героиня впадает в летаргию, из которой её выводят залетевшие в комнату птицы, после чего беззаветно любящий Талыгин предлагает Карбагаевой руку и сердце. Их семейная жизнь после переезда в Петербург показана в духе Чернышевского: супруги организуют коммуну, «она всё учится, всё что-то пишет», но заболевает скоротечной чахоткой и умирает, когда в переднюю их квартиры являются жандармы с обыском. «Таким образом и роман кончен, и „современность“ подпущена».
В целом, Л. Оболенский главной неудачей Вагнера считал полное несоответствие замысла, формы и содержания. В глубинной основе романа находится исследование отражения в героях биологических и интеллектуальных свойств их предков, и какие формы эти задатки приобретали под влиянием внешних условий жизни. Так, в романе помещена объёмная биография отца Кати, чтобы продемонстрировать, как её порывы и страстность определяются законами наследственности. К негодованию критика, безудержный развратник Карбагаев, разоряющий целые селенья, держащий дома гарем, раздавивший своей повозкой детей на дороге, умертвивший целую следственную комиссию, вызывает не осуждение, а «прилив поэтической идеализации и энтузиазма». Описания зверств отца Кати даны ритмической прозой «размером сказки о купце Калашникове». То есть Н. П. Вагнер попытался опробованные в жанре сказки литературные приёмы механически переносить на 400-страничный текст, а «роман в его современном состоянии есть нечто более серьёзное, чем воображает почтенный профессор».

#### «Тёмный путь» и антисемитизм Н. П. Вагнера
Антинигилистический роман «Тёмный путь» под названием «Тёмное дело» печатался в журнале «Ребус» в 1881—1884 годах, когда вышли три его части из четырёх. Полное издание в двух томах вышло в типографии Стасюлевича в 1890 году. Роман вызвал раздражённое отношение критиков и утвердил репутацию Н. П. Вагнера как антисемита. Последнее вызывало удивление у самых близких Вагнеру людей, включая Константина Мережковского. Впервые анализ антисемитских взглядов Николая Петровича представил Н. В. Шелгунов в 1882 году, опубликовав в 1907 году отдельную статью в сборнике по еврейскому вопросу. В основу своих антисемитских произведений (ещё повесть «Мирра» и сказка «Новый год») Н. П. Вагнер положил одну и ту же формулу: в тяжёлые для России времена (Крымская война, убийство Александра II, усиление реакции) неизбежно наступает нравственный кризис, когда на смену возвышенным идеалам божественной любви приходит логика расчёта и стяжательства, носителями которой являются евреи. Аркадий Горнфельд в том же 1907 году откликнулся некрологом, в котором высоко оценивал «Сказки Кота-Мурлыки», и даже называл Вагнера своим учителем. Однако антисемитские наклонности Николая Петровича были для критика нестерпимы, и он заложил распространённую в израильской критике классификацию, по которой вагнеровское творчество делится на два периода: «сказочное», когда писатель предстаёт как воспитатель, мудрец, мистик, философ, и «антисемитское», связываемое с его душевной болезнью. Данная классификация использовалась и в советской критике, и в энциклопедических изданиях. Именно у Горнфельда израильский литературовед Савелий Дудаков заимствовал концепцию патологичности спиритизма и антисемитизма Вагнера, «упавших на неблагодарную почву». Впрочем, В. Раздъяконов критиковал подход С. Дудакова, ибо, не интересуясь творчеством и мировоззрением Н. П. Вагнера как таковым, израильский критик специально вычленяет из текста «Тёмного пути» еврейскую тему в контексте любой негативной критики писателя. Дудаков пришёл к выводу, что «Тёмный путь» есть один из предтеч «Протоколов сионских мудрецов».
Согласно С. Дудакову, роман рыхлый по композиции, состоя из многих глав и частей, не складывающихся в единое целое. Действие начинается в 1851 году, продолжается в годы Кавказской и Крымской войны, и заканчивается Духовым днём 1862 года — великими пожарами в Петербурге. Завязкой сюжета выступает убийство матери главного героя — Владимира Олинского — на старой мельнице во время переезда из одного имения в другое. Герой, добиваясь расследования, узнаёт, что в глуши происходят сектантские радения, жертвы которых набирались в соседних деревнях. Далее двадцатилетний герой, оставшись один, влюбляется в балагане в цирковую танцовщицу Сарру, которая оказывается агентом мирового «кагала». Для этого она — талантливая высокообразованная женщина — вступает в любовную связь с великим князем, но не имеет сил молчать о своей ненависти к «проклятому роду деспотов, гонителей бедного племени великого Иеговы». Вместе с Саррой работает её 12-летняя распутная сестра, благодаря чему Олинский случайно оказывается на тайном съезде «всемирных заговорщиков». Глава заговорщиков, отвечающих за российские дела, утверждает, что «они подобрали ключ к целой стране, и ключ этот золотой». Вагнер упоминает политэмигранта Герцена (под инициалом «Г.»), отобрать имение у которого не позволил барон Самуил фон Ротшильд. Тут же выясняется, что уже ведётся подготовка к большой войне, «в которой примут участие три державы: Турция, Англия и Франция — может быть, пристанут также Австрия и Италия. Все поднимутся, чтобы сломить северного колосса, тяготящего над сынами Иеговы». Далее герой, пытаясь вызвать судебное преследование убийц своей матери, оказывается под судом, но Олинскому удаётся передать императору докладную записку. Он сохраняет своё имение, отделывается разжалованьем и ссылкой на Кавказ. Также он узнаёт, что кагал разгромлен жандармами, и Сарра рассталась с жизнью. Вся вторая часть романа посвящена Кавказской войне, где герой восстанавливает общественный статус, служа в маленькой крепости, где получает награду (хотя и не без помощи тётушки) и влюбляется в эпилептичку-миллионершу Серафиму, наделённую пророческим даром. Далее воинскую часть героя перебрасывают под Севастополь, где оказывается и Серафима, и родственница Владимира — Лена, с которой он обручён. Серафима пророчествует о поражении России, освобождении крестьян от крепостного рабства и грядущей революции. Они приведут к торжеству еврейства: «Не пройдёт и полувека, как все коммерческие операции перейдут к ним. В их руках будет и литература, и наука, и искусство. Все говорят: это „угнетённый народ“… Вздор! Иллюзия! Не они у нас, а мы у них в руках! И будем окончательно в их руках, когда они размножатся». Рядом с Олинским оказывается граф Тоцкий (Лев Толстой), «песни которого распевают по всем бастионам», но которой проповедует бессмысленность войны: «Там, где мы бросаем миллион снарядов, „он“ бросает два, три миллиона… А отчего-с, позвольте вас спросить? Да оттого, что у него казны больше… За него и Ротшильды, и Мендельсоны, и Стефенсоны, и всякие соны…» Вторая часть романа завершается вещим сном героя, в котором он постигает тайну неотвратимого тёмного пути.
В третьей части пророчество начинает сбываться. Война проиграна, Серафима, забеременев от Владимира, бросает его, невеста Лена, в ужасе от его предательства, уходит в монахини. Олинский пытается создать кружок единомышленников для борьбы с «тёмным делом», своего рода масонскую ложу. Программа её включает борьбу со взяточничеством и со всякой несправедливостью, что очень тяжело, ибо касается переделки человеческой натуры. В четвёртой части отец Олинского, живущий в Петербурге, рассказывает ему, что Николай I был отравлен врачом Мандтом. Вагнер не жалеет сил, описывая миф о государе-рыцаре, сломленном войной и не перенесшем унижение России. В дворянском собрании открыто говорится о дипломатической изоляции страны. Владимира раздражает отмена крепостного права, ибо вместо реальных дел вся Россия обратилась в гигантскую говорильню, а либеральная фразеология захлестнула всё общество. Адъюнкт университета (возможно, Чернышевский) с высокой трибуны сравнивает Россию с Китаем. Сам Владимир возрождает свой кружок, главным помощником в этом деле становится Павел Михайлович Самбунов, по-видимому, старый масон, пытающийся наладить связи со своими былыми товарищами, которых «было довольно в разных углах России». За три года число членов ложи достигло 25 человек: большинство вольномыслящих привлекали радикальные организации. Олинский требовал клятвы жить для других, а не для себя, изгонять всё «корыстное, себялюбивое, развращающее душу и сердце», в том числе табак и алкоголь. Идеология Владимира прямо названа толстовской, противостоящей и славянофилам («Мы были общечеловечны»), и либералам с радикалами. Критикует он и декабристов, которые стремились установить дворянскую олигархию. Потерпев неудачу с кружком, Олинский уезжает в Европу. На одном из собраний в Женеве Владимир влюбляется в красавицу Гесю — сестру по красоте и духу покойной Сарры. Представитель центрального революционного комитета, еврей по фамилии Карден, призывая к бунту, предлагает, во избежание провалов, создавать пятёрки. Олинский вступает в связь с Гесей, которая является агентом центрального комитета, но осведомлена и о кружковой работе своего возлюбленного. Однако ей чужды идеи Владимира о любви к всему человечеству: «Вот мы с тобой можем любить друг друга… а как любить все человечество? С какого конца его обнимать и целовать?» Геся охотно пользуется деньгами Олинского для нужд своего центрального комитета, что он воспринимает как «злое» дело, которое в итоге должно принести «добро». В конце концов оказывается, что Геся — дочь банкира Баргенблата, главы тайного кагала, который пытается привлечь гражданского зятя к своей деятельности. Так Олинский узнаёт, что вскоре будут подожжены лавки торговцев на Апраксином и Щукином рынках. Это нужно для подрыва русской экономики, чтобы на место русских купцов встали «наши торгаши». Геся, как и Сарра, — новая Юдифь еврейского народа, ибо на неё пал жребий своим телом служить Израилю. Потерпев очередное поражение, Владимир покидает Россию. Последнее, что он видит в селе своего друга Самбуновке, — «тех же мироедов и еврейчиков, победителей послереформенной России».
Анализируя роман, В. С. Раздъяконов указывал, что антисемитизм был органичной частью мировоззрения Вагнера, который сливался в его сознании с гностической мифологией и социальной критикой. Рассматривая мироздание как арену борьбы добра и зла — духовного и материального начал — Н. П. Вагнер воспринимал еврейство как концентрированное воплощение сил тьмы. В сказке «Мирра» это описано в образах борьбы Иеговы и Змея. Проявлениями тьмы являются вожделение, нажива и власть, которые концентрируются именно в еврействе, ибо дав миру Христа, евреи выполнили свою историческую миссию и лишились смысла существования. Теперь они являются паразитами, потребляющими, но не дающими ничего взамен. Эта оппозиция Вагнером рассматривается в религиозном контексте — недоказуемости веры. В его мифологии присутствует образ всесильного еврея-эксплуататора («князя мира сего»), но он является воплощением знания, то есть вторичного, ограниченного по сравнению с со стихией веры начале. Евреи — хозяева финансово-экономической системы, знающие её законы и умеющие ею пользоваться. Поэтому единение планеты под властью Иеговы вполне достижимо, тогда как царство Христово доступно лишь после освобождения от земного существования. В некотором смысле это напоминает Великого инквизитора. Николай Петрович Вагнер однозначно отождествлял мировое еврейство с материальным прогрессом, при этом считая евреев препятствием на пути создания мирового братства, ибо они отстаивают собственную избранность и обособленность. Современный индустриальный мир Вагнер воспринимал как результат целенаправленных действий евреев по усилению конкуренции и борьбы между народами, так как в ходе этой борьбы, выработав адаптационные механизмы, еврейство оказывается на вершине исторического прогресса. Главным механизмом этого выступает финансовая система. Однако это лишь внешняя сторона метафизического конфликта, в котором истинная всеобщая любовь противопоставляется любви к «своему», к «крови». Евреи оказываются и первыми раскольниками, не признав Христа, ибо отказались от места в истинном Царстве, обетование которого на землю принёс Спаситель.
Несмотря на скандальный характер и «литературную второсортность», роман «Тёмный путь» в 2020 году был переиздан издательством «Вече».

## Семья и потомки

Семейное фото 1880-х годов. Слева направо: Ольга, Юлий, Николай Петрович, Екатерина
Александровна, Екатерина, Пётр, Надежда

О частной жизни Николая Вагнера известно относительно немногое. Практически все свидетельства относились к позднему периоду жизни учёного. Из воспоминаний В. Шимкевича следует, что Вагнер вообще не ел мяса. Личность его характеризовалась как «своеобразная», причём не только по воззрениям и манерам; сблизиться с ним было нелегко. Вагнер не терпел споров и пререканий, и стремился «спрятаться в раковину». Характерная деталь: «Голос у него был резкий, скрипучий, переходящий часто в фальцет и вообще невыгодный для лектора». В число странностей последних лет жизни входило именование студентов университета по-французски в женском роде — привычка, вынесенная из Бестужевских курсов, и манера носить в кармане ручную белую крысу. Когда его избрали в жюри присяжных, Вагнер отказался, заявив, что это «противно учению Христа», от обязанностей был освобождён, хотя и заплатил сто рублей штрафа.
В самом конце 1859 года в Москве профессор Вагнер женился на бесприданнице Екатерине Александровне Худяковой (1840 — около 1917), от которой имел семерых детей: четырёх дочерей и трёх сыновей. Вместе они прожили всю жизнь, Николай Вагнер оставался для Худяковой безусловным авторитетом до конца своих дней, о чём свидетельствует переписка. В Петербурге профессорское семейство квартировало поначалу на Васильевском острове (Большой проспект, дом академика Е. И. Ботмана, ныне № 41), а далее Вагнер перебрался на служебную квартиру в здании университета (Набережная Большой Невы, № 7, квартира 21). Этот адрес указан и как корреспондентский для подписчиков журнала «Свет».
О судьбе дочерей Екатерины, Ольги и Надежды известно мало; самая младшая — Людмила — умерла в возрасте двух лет. Младшая дочь Надежда (род. 1876, в первом замужестве Тукалевская) играла в Театре Комиссаржевской, после революции эмигрировала с семьёй в Финляндию, затем в Чехию, куда увезла семейный архив. После распада её брака она перебралась во Францию, где поддерживала знакомство с М. И. Цветаевой, о чём свидетельствует сохранившаяся в лионской «Библиотеке Дидро» переписка (33 единицы). Общались они вплоть до отъезда Марины Ивановны в СССР, и даже провели вместе лето 1938 года в Диве

Пётр Николаевич Вагнер с сыном Николаем около 1916 года

Старший сын Пётр Вагнер появился на свет в Казани 10 мая 1862 года, вероятно, получив имя в честь деда, восприемником его был А. М. Бутлеров. Проучившись недолгое время в гимназии Мая, Пётр выбрал карьеру военного моряка, окончив Морской корпус с премией адмирала Краббе и преподавал в этом же учебном заведении математику, дослужившись до генерал-майора по Адмиралтейству (1913). Он оставался на своём посту до советского времени, уйдя в отставку в 1923 году с поста начальника Высшего военно-морского гидрографического училища им. Орджоникидзе. Параллельно Пётр Вагнер профессионально занимался живописью, окончив Академию художеств вместе с Н. К. Рерихом, К. Ф. Богаевским, А. А. Рыловым. В 1921—1929 годах Пётр Николаевич Вагнер был профессором факультета живописи, графики и скульптуры Высшего художественно-технического института (бывшей Академии художеств). Обстоятельства и дата смерти его долгое время были неизвестны; лишь к 2024 году в архиве актов гражданского состояния была обнаружена запись о кончине П. Н. Вагнера 16 августа 1930 года. Пётр Вагнер был погребён рядом с отцом на Смоленском кладбище, но могила не сохранилась.

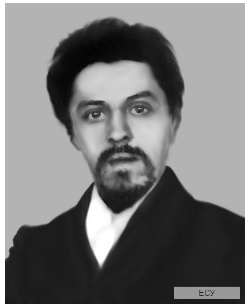
Юлий Николаевич Вагнер до 1920 года

Второй сын — Юлий Николаевич — появился на свет 13 декабря 1865 года в Неаполе, где его отец изучал беспозвоночных Средиземноморья. Юлий продолжил дело отца, окончил естественный разряд физико-математического факультета Петербургского университета, специализируясь по Зоотомическому кабинету под руководством Константина Мережковского, учёным хранителем Кабинета являлся в 1889—1894 годах. Он также сопровождал отца и зоолога В. М. Шимкевича в нескольких экспедициях на Соловецкие острова, далее побывал в Забайкалье и в Китае. Женат Юлий был на Е. Н. Дзвонкевич, их старший сын Николай (1893—1953), также стал известным учёным. Основным местом работы Ю. Н. Вагнера стал Киев, где в 1918 году он вошёл в состав правительства гетмана П. П. Скоропадского, но после прихода к власти С. В. Петлюры перебрался в Петроград, откуда в 1920 году эмигрировал в Сербию. Будучи противником Советской власти, в 1944 году он покинул Сербию и умер в начале 1946 года на территории Австрии.
Трагически сложилась судьба младшего сына — Владимира (1867—1929?), которого В. М. Шимкевич в воспоминаниях прямо именовал «дегенератом». Вагнер-младший попытался сделать военную карьеру, однако был комиссован по состоянию здоровья. В 1887 году он попытался остаться послушником в Соловецком монастыре, но уже через полтора года архимандрит Мелетий отослал его к родителям. Отец приискал ему место в сельскохозяйственной школе Министерства земледелия в Бессарабии, но Владимир, растратив дорожные деньги, остался в Москве, попытавшись сделать карьеру фотографа. Судя по материалам переписки, это стало его постоянным способом жизни: требования денег под угрозой самоубийства и уклонение от взятых обязательств под любым предлогом (в том числе слабохарактерности). 7 марта 1896 года Владимир Вагнер (тогда секретарь редакции детского журнала) застрелил свою жену Ольгу Николаевну Зыбину, что привело к громкому судебному процессу. Впоследствии мемуаристы относили эти события к 1888 году, что опровергается архивными сведениями и материалами прессы. Во время процесса Владимир Вагнер был признан невменяемым, что защита попыталась истолковать как следствие «семейного угнетения». Как минимум до 1911 года он пребывал в заключении и в ссылке в Сибири, постоянно требовал денег и угрожал суицидом, чем исчерпывались его связи с родными. Дальнейшая его судьба неизвестна, всякие следы Владимира Вагнера теряются к 1929 году.
Внук — Николай Петрович Вагнер (1888—1938) — хотя и проявлял таланты зоолога, уже в советское время получил образование гидрографа, в 1920—1932 годах служил в Рабоче-крестьянском военно-морском флоте. В 1937 году был арестован и 8 января 1938 года расстрелян по сфабрикованному обвинению; полностью реабилитирован в 1958 году. Его дочь и внучка обе носили фамилию Заднепровская, и обе получили историческое образование. В рамках акции «Последний адрес» 20 декабря 2015 года на доме, где жил Н. П. Вагнер (12-я линия Васильевского острова, № 31), был установлен памятный знак.

### Научные труды
- Общий взгляд на класс животных паукообразных (arachnidae) и частное описание одной из форм к нему принадлежащих: Рассуждение Николая Вагнера, представл. в Имп. Моск. ун-т на степ. д-ра естеств. наук. — Казань, 1854. — [2], 150, III с.
- Самопроизвольное зарождение гусениц у насекомых // Учёные записки Казанского университета. — 1862. — № 1. — С. 24—114.
- Отчёт о зоологических исследованиях, произведённых в 1863 году на «Южном берегу» Крыма Николаем Вагнером, орд. проф. зоологии в Имп. Казан. ун-те. — Казань, 1864. — 13 с.
- Influence de l’électricité sur la formation des pigments et sur la forme des ailes chez les Papillons // Comptes rendus de l’Académie des Sciences. — 1865. — Vol. 61 (4). — Р. 170—172.
- Monographie des deux especes des Ancées (A. parallelus m. et A. illepidus m.) qui se trouvent dans le golfe de Naples. Unpublished ms. Archives de l’Institut. — Paris, 1869. — i, xiv, 309 p., figs 1-19, pls I—X.
- История развития царства животных : Курс филогенет. зоологии Николая Вагнера, засл. проф. и почёт. чл. Имп. Спб. ун-та. — 2-е изд. — СПб.: Тип. Н. А. Лебедева, 1887. — Т. 1 : С 635-ю рис. в тексте. — [4], II, 670, III с.
- Предварительное сообщение о медузах и гидроидах Белого моря / проф. Вагнера. — СПб.: Тип. В. Демакова, 1881. — 9 с.
- Беспозвоночные Белого моря: т. 1. 1. Геофаунистическое описание Соловецкого залива. — 2. Гидроиды и медузы Белого моря. — 3. Исследование Северного клиона (Clio borealis). — 4. Асцидии Белого моря: зоологические исследования, произведённые на берегах Соловецкого залива в летние месяцы 1876, 1877, 1879 и 1882 года Николаем Вагнером, почётным членом и ординарным профессором Императорского С.-Петербургского университета. — Санкт-Петербург: Тип. М. М. Стасюлевича, 1885. — XIV, 218, VIII, [52] с., XXI л. ил., цв. ил., табл.
- Наблюдения над медиумизмом / [Соч.] Н. П. Вагнера. [Вып. 1]. — Санкт-Петербург: типо-лит. Ф. Вайсберга и П. Гершунина, 1902. — 123 с.

### Научно-популярные работы
- Очерк зоологии, с французского учебника Поля Бэра переделанный для русских детей и школ Николаем Вагнером, почётным членом и заслуженным профессором С.-Петербургского университета : С 523 рис., взятыми из лучших ил. зоол. изд. — СПб. : Изд. Н. П. Вагнера, 1883. — [2], 348, IV с.
- Воспоминания об А. М. Бутлерове // Бутлеров А. М. Статьи по медиумизму : с фототипическим портретом автора и воспоминанием об А. М. Бутлерове Н. П. Вагнера. — Спб.: Изд. А. Н. Аксакова, 1889. — С. I—LXVII.
- Из жизни великого геометра. Воспоминания о Н. И. Лобачевском и его отношениях к Казанскому университету // Книжки недели. — 1894. — Март. — С. 5—34.
- Картины из жизни животных : с 300 рисунками Ю. Адама [и др.] : [очерки и рассказы] / Н. П. Вагнер. — СПб.: Издание А. Ф. Маркса, 1901. — 772 с. :
- Картины из жизни животных : [в одном томе] / Н. П. Вагнер. — СПб.: Изд-во А. П. Сидорович, 2014. — 989, [1] с. — ISBN 978-5-905909-47-4.
- Воспоминания о Казанском университете : Подготовка к печати, вводная статья и комментарии С. И. Фокина // Историко-биологические исследования. — 2021. — Т. 13, № 1. — С. 89—108. — doi:10.24411/2076-8176-2021-11004.

### Беллетристика
- Сказки Кота-Мурлыки, собранные Николаем Вагнером. — СПб.: изд-во Стасовой и Трубниковой, 1872.
  - Сказки Кота-Мурлыки. [псевд.] с рис.: М. О. Микешина [и др.]. — 5-е изд. — Санкт-Петербург: Тип. В. Демакова, 1895.
  - Сказки Кота-Мурлыки. — Санкт-Петербург: Ленинград, 2013. — 764, [1] с. — ISBN 978-5-516-00077-5.
- Царевна Меллина: Сказка о том, как появилась на свет насмешка / Кота мурлыки. — М.: Посредник, 1888. — 36 с. — (Издания Кн. склада «Посредник». Т. 5. № 2)
- Повести, сказки и рассказы Кота-Мурлыки. Т. I—VII. — СПб.: тип. М. М. Стасюлевича, 1887—1899.
  - Повести, сказки и разсказы. Кота-Мурлыки. Изд. 3-е. Т. I—VII. — СПб.: тип. М. М. Стасюлевича, 1900—1908. Том I. Том III. Том IV. Том VII.
- Тёмный путь: Роман-хроника: (В 4 ч.) / [Соч.] Кота Мурлыки. Т. 1—2. — Санкт-Петербург: тип. М. М. Стасюлевича, 1890. 
  - Тёмный путь. М.: Вече, 2020. — 498 с. — (Урал-батюшка). — ISBN 978-5-4484-1745-0.
- Сказка о царевиче Гайдаре / [Соч.] Кота Мурлыки [псевд.]. — Москва: Посредник, 1896. — 18 с. — ([Издания «Посредника»]; № 232)
- Рассказ о земной жизни Иисуса Христа по Св. Евангелиям, народным преданиям и учениям Св. Церкви / Сост. Николай Петрович Вагнер. — СПб.: Тип. М. М. Стасюлевича, 1908. — VIII, 248 с.

### Переписка с Ф. М. и А. Г. Достоевскими
- Ф. М. Достоевский, Н. П. Вагнер, А. Г. Достоевская: переписка / подгот. текст. и публ. Е. Н. Вяль, О. В. Захаровой, О. А. Сосновской; примеч. О. А. Сосновской // Неизвестный Достоевский : электронный научный журнал. — 2015. — № 2. — C. 14—36. — doi:10.15393/j10.art.2015.20.

### Словарно-энциклопедические издания
- Будур Н. В. Вагнер Николай Петрович // Сказочная энциклопедия / Под общ. ред. Н. Будур. — М. : Олма-пресс, 2005. — С. 70—71. — 606, [1] с. — ISBN ISBN 5-224-04818-4.
- Вагнер Николай Петрович // Малая советская энциклопедия / Глав. ред. Н. Л. Мещеряков. — 2-е изд. — М. : Советская энциклопедия, 1939. — Т. 2. — Стб. 193—194.
- Вагнер Николай Петрович : [арх. 16 сентября 2022] // Большой Кавказ — Великий канал. — М. : Большая российская энциклопедия, 2006. — С. 492. — (Большая российская энциклопедия : [в 35 т.] / гл. ред. Ю. С. Осипов ; 2004—2017, т. 4). — ISBN 5-85270-333-8.
- Вагнер Н. П. (1829—1907) // Краткая литературная энциклопедия / Гл. ред. А. А. Сурков. — М. : Сов. энцикл., 1962. — Т. 1: Аарне—Гаврилов. — Стб. 820.
- Вагнер Николай Петрович (Кот-Мурлыка) // Писатели нашего детства. 100 имён : в 3 ч. : биографический словарь. Ч. 2 / Авт.-сост. Н. О. Воронова, Н. П. Ильчук, И. С. Казюлькина, А. В. Коновалов, А. А. Копейкин, С. В. Малая, М. В. Переслегина. — М.: Либерея, 1999. — С. 110—113. — ISBN 5-85129-087-0.
- Витковский В. В. Вагнер Николай Петрович // Венгеров С. А. Критико-биографический словарь русских писателей и ученых (от начала русской образованности до наших дней). — СПб. : Типография И. А. Ефрона, 1895. — Т. IV: Отдел II. Вавилов—Введенский. — С. 19—24. — 212 с.
- Казанское дворянство 1785—1917 гг. Генеалогический словарь / Главное архивное управление при Кабинете министров Республики Татарстан; Национальный архив Республики Татарстан. Составитель Г. А. Двоеносова, ответственные редакторы Л. В. Горохова, Д. Р. Шарафутдинов. — Казань : Гасыр, 2001. — 640 с. — ISBN 5-93001-010-2.
- Книпович Н. Вагнер, Николай Петрович // Энциклопедический словарь Брокгауза и Ефрона : в 86 т. (82 т. и 4 доп.). — СПб., 1891. — Т. V. — С. 343—344.
- Л. Ч. Вагнер Н. П. // Литературная энциклопедия: В 11 т.. — М. : Изд-во Ком. Акад., 1929. — Т. 2. — Стб. 68—69.
- Николай Петрович Вагнер // Императорский С.-Петербургский университет // Список лиц, служащих по ведомству Министерства народного просвещения на 1906 год. — СПб.: Сенатская типография, 1906. — С. 360.
- Мильдон В. И. Вагнер Николай Петрович // Русские писатели. 1800—1917: Биографический словарь / Гл. ред. П. А. Николаев. — М. : Советская энциклопедия, 1989. — Т. 1: А—Г. — С. 385—386. — 672 с. — ISBN 5-85270-136-Х.
- Сидорчук И. В., Ростовцев Е. А. Вагнер Николай Петрович. Биографика СПбГУ. Дата обращения: 10 августа 2024.
- Фокин С. И. Николай Петрович Вагнер // Зоотомический кабинет (Кафедра зоологии беспозвоночных) Санкт-Петербургского университета : к 140-летию основания. — М. : Товарищество науч. изд. КМК, 2011. — С. 137—140. — 285 с. — ISBN 978-5-87317-785-1.

### Критика. Некрологи
- Бахтин Н. Н. Этюды по детской литературе (1. Введение. 2. Сказки Кота-Мурлыки) // Педагогическая мысль. — 1922. — Вып. 1/2. — С. 39—63.
- Елачич Е. Сказки Кота-Мурлыки как материал для детского чтения // Сборник статей по вопросам детского чтения. — СПб. : Т-во худож. печати, 1914. — С. 131—140. — 220 с.
- Клевенский М. М. Художественная литература 70-х годов на службе революции : [«Сказки Кота-Мурлыки»] // Литература и марксизм. — 1931. — № 4. — С. 117—125.
- Л. О. (Оболенский Л. Е.) Характер таланта автора «Сказок Кота-Мурлыки» (критический этюд) // Мысль. — 1881. — № 10/11. — С. 214—217.
- Л. О. [Оболенский Л. Е.] Новая сказка Кота-Мурлыки (Н. П. Вагнера) «Гризли» (критический этюд) // Мысль. — 1882. — № 4. — С. 118—135.
- Л. О. [Оболенский Л. Е.] Кот-Мурлыка (Н. П. Вагнер) как романист : Критический этюд // Русское богатство. — 1888. — Ноябрь. — С. 141—175.
- Н. П. Вагнер: [Некролог] // Нива : Иллюстрированный журнал литературы. — 1907. — № 14. — С. 228.
- Н. П. Вагнер (некролог) // Сибирская торговая газета. — № 77. — 5 апреля 1907 года. — Тюмень.
- Скабичевский A. M. Старый идеализм в современной оболочке // Сочинения А. Скабичевского. Критические этюды, публицистические очерки, литературные характеристики : в 2-х томах. — Изд. 2-е. — СПб. : Тип. т-ва «Общественная польза», 1895. — Т. 1. — Стб. 705—720. — 812 стб.
- Феоктистов И. И. Сказки как материал для детского чтения // Женское образование. — 1885. — Вып. 6—7. — С. 437—462.
- Шимкевич В. М. Н. П. Вагнер и Н. Н. Полежаев (из воспоминаний зоолога) // Журнал Министерства народного просвещения. Новая серия. — 1908. — Т. 16 (июль). — С. 1—18.

### Монографии и статьи
- Беньковская Т. Забытый сказочник. Оренбургские мотивы в творчестве Николая Вагнера // Гостиный Дворъ. — 2022. — № 2.
- Бэр К. М. Об открытии профессором Вагнером бесполого размножения личинок, о дополнительных наблюдениях по этому предмету г. Ганина и педогенезисе вообще: (Пер. с нем. подлинника, помещ. в Бюл. Акад.) / Соч. К. М. Бэра, почёт. чл. Акад. — Санкт-Петербург: тип. Имп. Акад. наук, 1866. — [2], 77 с.
- Бушканец Л. Е. Сказки Н. П. Вагнера (Кота-Мурлыки) в контексте русской литературы 1870—1880-х гг. // Поэтическое перешагивание границ : юбилейный сборник к 65-летию Почётного д-ра Казанского университета Герхарда Гиземанна / Сост. и науч. ред. Г. А. Фролов. — Казань : Изд-во Казан. ун-та, 2002. — С. 106—115. — 174 с. — ISBN 5-7464-0694-5.
- Валиев М. Т., Заднепровская А. Ю. Вагнеры — от аптечной стойки до генерала флота / МАЭ РАН. Ответственный редактор Т. А. Шрадер // Немцы в Санкт-Петербурге: Биографический аспект. XVIII—XX вв.. — СПб., 2015. — Вып. 9. — С. 193—211. — ISBN 978-5-88431-284-5.
- Виницкий И. Мелькающие руки. Спиритическое воображение Н. П. Вагнера. Новое литературное обозрение. 2006. №78. Журнальный зал. Дата обращения: 12 августа 2024. Архивировано 25 мая 2017 года.
- Головенченко С. А. Андерсеновское в сказках Н. П. Вагнера // V Всероссийская научно-методическая конференция «Мировая словесность для детей и о детях». — М.: Московский педагогический государственный университет, 2000. — С. 135—136.
- Горнфельд А. Г. Кот Мурлыка // Книги и люди : Литературные беседы. — СПб. : Жизнь, 1908. — С. 228—235. — 342 с.
- Горяшко А. Вагнер Н. П. Плохой хороший человек. Личность и судьба Н. П. Вагнера // Материалы научной конференции, посвящённой 70-летию Беломорской биологической станции МГУ: Сборник статей. — М.: Изд. «Гриф и К», 2008. — С. 12—16.
- Горяшко А. Загадки Кота-Мурлыки. Дата обращения: 10 августа 2024.
- Грибина Л. В. Псевдонимы писателей-сказочников: причины появления и приёмы образования // Вестник Майкопского государственного технологического университета. — 2014. — № 1. — С. 18—24.
- Детская литература : Учебник для вузов / Под научной ред. В. К. Сигова. — М. : Юрайт, 2019. — 532 с. — ISBN 978-5-534-12356-2.
- Дудаков С. Ю. История одного мифа : Очерки рус. лит. XIX—XX вв.. — М. : Наука, 1993. — 280 с. — ISBN 5-02-009738-1.
- Дудаков С. Ю. Парадоксы и причуды филосемитизма и антисемитизма в России : Очерки. — М. : Рос. гос. гуманитар. ун-т, 2000. — 637, [1] с. — ISBN 5-7281-0441-X.
- Жарова Е. Ю. Биологические станции в Российской империи: организация и финансирование // Труды Кольского научного центра РАН. Серия: Естественные и гуманитарные науки. — 2023. — Т. 2, № 1. — С. 141—149. — doi:10.37614/2949-1185.2023.2.1.012.
- Захарченко М. О. Мотив чуда в святочном рассказе // Гуманитарные исследования в Восточной Сибири и на Дальнем Востоке. — 2008. — № 1. — С. 93—97.
- Киселёва Е. Ю. Творчество Н. П. Вагнера и истоки литературы русского символизма // Учёные записки Казанской государственной академии ветеринарной медицины им. Н. Э. Баумана. — 2012. — Т. 12. — С. 472–477.
- Киселёва Е. Ю. Романы Н. П. Вагнера и становление массовой литературы во второй половине XIX века // Уч. зап. Казанской гос. акад. ветеринарной медицины им. Н. Э. Баумана. — 2013. — № 216. — С. 177—182.
- Лазарева И. А., Минералова И. Г. Внутренняя форма сказочных произведений Н. П. Вагнера // Мировая словесность для детей и о детях. — М., 2004.
- Лягушкин И. А., Вишленкова Е. А. Профессиональная самоорганизация русских учёных (опыт просопографического анализа зоологической секции на съездах русских естествоиспытателей и врачей второй половины XIX — начала XX века) // История и историческая память. — 2013. — № 7—8. — С. 172—190.
- Мохначёва М. П. Публичные лекции Н. П. Вагнера и Н. И. Кареева о теории исторического процесса // Археографический ежегодник за 1998 год. — М. : Наука, 1999. — С. 126—133. — 429 с. — ISBN 5-02-009070-0.
- Норина Н. В. Жанровое своеобразие сказки Н. П. Вагнера «Пимперлэ» // Международный научно-исследовательский журнал. — 2018. — № 10 (76). — С. 77—81. — doi:10.23670/IRJ.2018.76.10.043.
- Норина Н. В. Идейно-художественное своеобразие рассказа Н. П. Вагнера «Новый год» // Филологические науки. Вопросы теории и практики. — 2019. — Т. 12, № 9. — С. 49—56. — doi:10.30853/filnauki.2019.9.10.
- Панченко А. А. Русский спиритизм: культурная практика и литературная репрезентация // Культурология. — 2015. — № 4. — С. 165—173.
- Петухова А. Неудача профессора Вагнера. Коммерсантъ (18 августа 2022). Дата обращения: 10 августа 2024.
- Райков Б. Е. Русские биологи-эволюционисты до Дарвина : Материалы к истории эволюционной идеи в России. — М.—Л. : Изд-во Акад. наук СССР, 1955. — Т. 3. — 644 с.
- Раздъяконов В. С. Педагогическая полемика вокруг творчества Н. П. Вагнера конца XIX — начала XX века // Гуманитарий в роли педагога. Вып. 2. — М.: РГГУ, 2008. — С. 7—11.
- Раздъяконов В. С. Творчество Н. П. Вагнера в религиозной культуре России последней трети XIX века : диссертация … кандидата исторических наук : 24.00.01 : Место защиты: Рос. гос. гуманитар. ун-т (РГГУ). — Москва, 2008. — 241 с.
- Раздъяконов В. С. Расцвет и закат экспериментального спиритизма в России 1880—1890-х годов // Вестник РГГУ. Сер. Культурология. Искусствоведение. Музеология. — 2010. — № 15. — С. 162—171.
- Раздъяконов В. С. Христианский спиритизм Н. П. Вагнера и рациональная религия А. Н. Аксакова между «наукой» и «религией» // Вестник Православного Свято-Тихоновского гуманитарного университета. Серия 1, Богословие. Философия. Религиоведение. — 2013. — № 48 (4). — С. 55—72.
- Раздъяконов В. С. «Великое дело» учёных-спиритов: история Русского общества экспериментальной психологии и спиритический кружок Н. П. Вагнера // Вестник РГГУ. Серия: Философия. Религиоведение. — 2013. — № 11. — С. 141—153.
- Раздъяконов В. С., Морозова Е. Е. Спиритуализм как культовое движение: проблема лидерства в закрытой религиозной группе // Вестник ЛГУ им. А. С. Пушкина. — 2016. — № 3. — С. 179—189.
- Раздъяконов B. Революция духов для духовного братства: социальные идеалы русского спиритуализма // Государство, религия, церковь в России и за рубежом. — 2020. — № 38(4). — С. 318—342. — doi:10.22394/2073-7203-2020-38-4-318-342.
- Раздъяконов В. С. Божественные законы и чудеса природы: естественная теология русского спиритуализма конца XIX — начала XX в. // Философия религии: аналит. исслед. = Philosophy of Religion: Analytic Researches. — 2021. — Т. 5, № 2. — С. 65–84.
- Раздъяконов В. С. Русское спиритуалистическое движение второй половины XIX — начала XX века: диссертация … доктора философских наук : 5.7.9. — философия религии и религиоведение : Место защиты: ФГБУН Институт философии Российской академии наук ; Диссовет 99.0.007.03 (Д 999.034.03). — Москва, 2022. — 526 с.
- Сосновская. О. А. Достоевский и Вагнер: биография в переписке // Неизвестный Достоевский : электронный научный журнал. — 2015. — № 2. — С. 5—13. — doi:10.15393/j10.art.2015.2462.
- Устимов О. В. Достоевский и спиритизм: к постановке проблемы // Отечественная филология. — 2023. — № 4. — С. 103–109. — doi:10.18384/2949-5008-2023-4-103-109.
- Халтурин Ю. Л. Русские позитивисты за медиумическим столом, или Об относительности понятия «псевдонаука» // Эпистемология и философия науки. — 2009. — № 4. — С. 171—183. — doi:10.5840/eps200922416.
- Фокин С. И. Звенья одной цепи. Родственники и архив зоолога Николая Петровича Вагнера в Чехословакии // Русская акция помощи в Чехословакии: История, значение, наследие: К 90-летию начала Русской акции помощи в Чехословакии / Составители Л. Бабка, И. Золотарёв ; Введ. от составителей. — Прага : Национальная библиотека Чешской Республики — Славянская библиотека; Русская традиция, 2012. — С. 309—316.
- Фокин С. С Уральских гор до Праги. Вагнеры: история трёх поколений (часть I). Русская традиция (18 февраля 2017). Дата обращения: 10 августа 2024.
- Фокин С. С Уральских гор до Праги. Вагнеры: история трёх поколений (часть II). Русская традиция (25 марта 2017). Дата обращения: 10 августа 2024.
- Фокин С. С Уральских гор до Праги. Вагнеры: история трёх поколений (часть III). Русская традиция (25 апреля 2017). Дата обращения: 10 августа 2024.
- Фокин С. И. Николай Петрович Вагнер — жизнь и ипостаси талантливого человека. Часть I. Путь в науку и в науке // Историко-биологические исследования. — 2024. — Т. 16, № 1. — С. 10—60. — doi:10.24412/2076-8176-2024-1-10-60.
- Фокин С. И. Николай Петрович Вагнер — жизнь и ипостаси талантливого человека. Часть II. Литература, спиритизм, судьбы учеников и потомков // Историко-биологические исследования. — 2024. — Т. 16, № 2. — С. 43—88. — doi:10.24412/2076-8176-2024-2-43-88.
- Широков В. А. Русский Андерсен // Вагнер Н. П. Сказки Кота-Мурлыки / Сост., вступ. ст. и примеч. В. А. Широкова; Илл. О. В. Давыдовой. — М. : Правда, 1991. — С. 5—14. — 448 с. — ISBN 5-253-00264-2.